# 香港歷史博物館
香港歷史博物館位於香港九龍尖沙咀漆咸道南100號，現由康樂及文化事務署管理，共耗資3億9千萬港元興建，於1998年9月28日開放。建築設計由建築署委托巴馬丹拿公司承辦，採用建築師威拿（E. Verner Johnson）的概念，總承建商為宏宗建築有限公司。

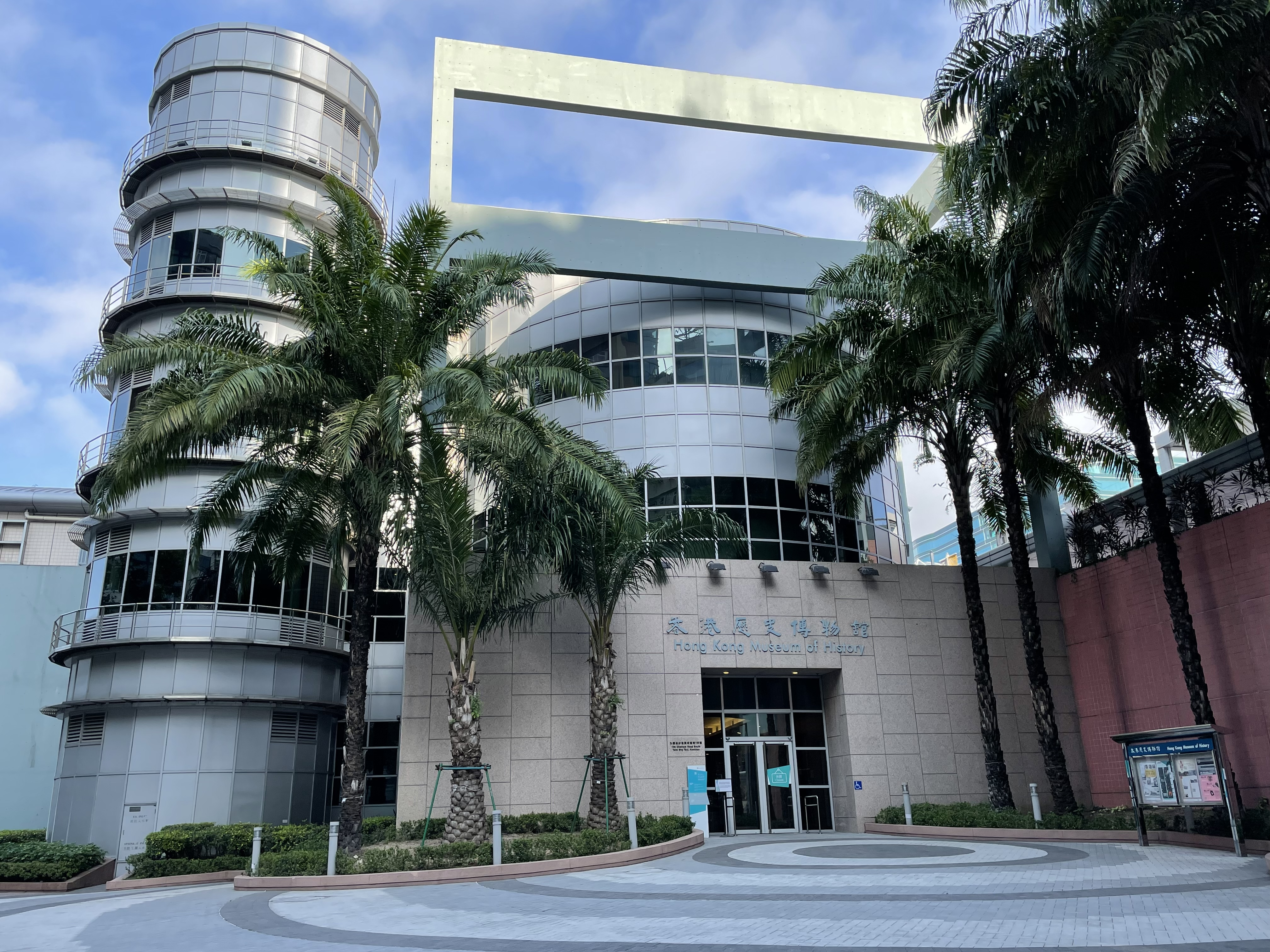
香港歷史博物館地下演講廳、活動室及殘疾人士入口

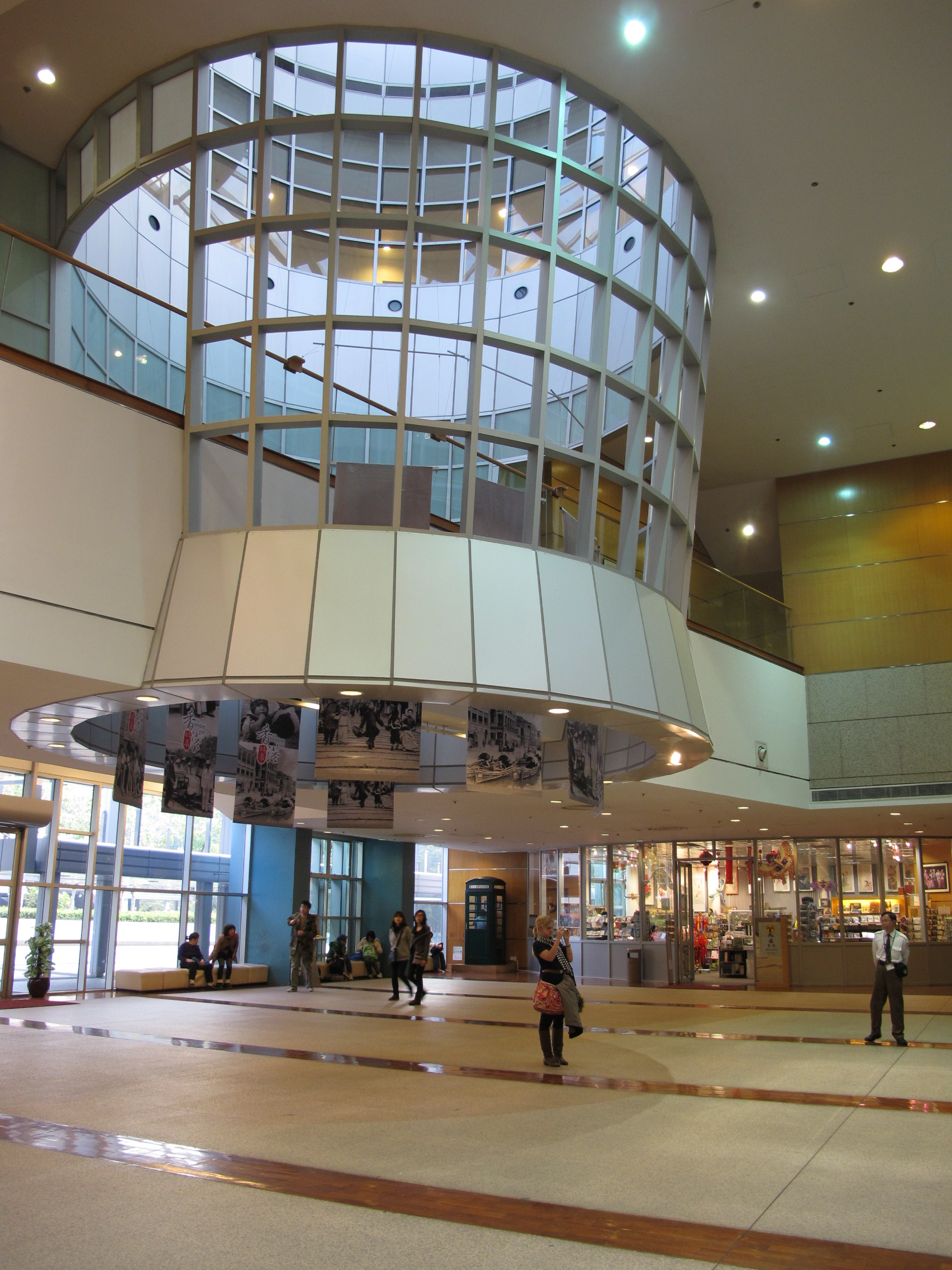
博物館大堂，中間以天窗採納自然光

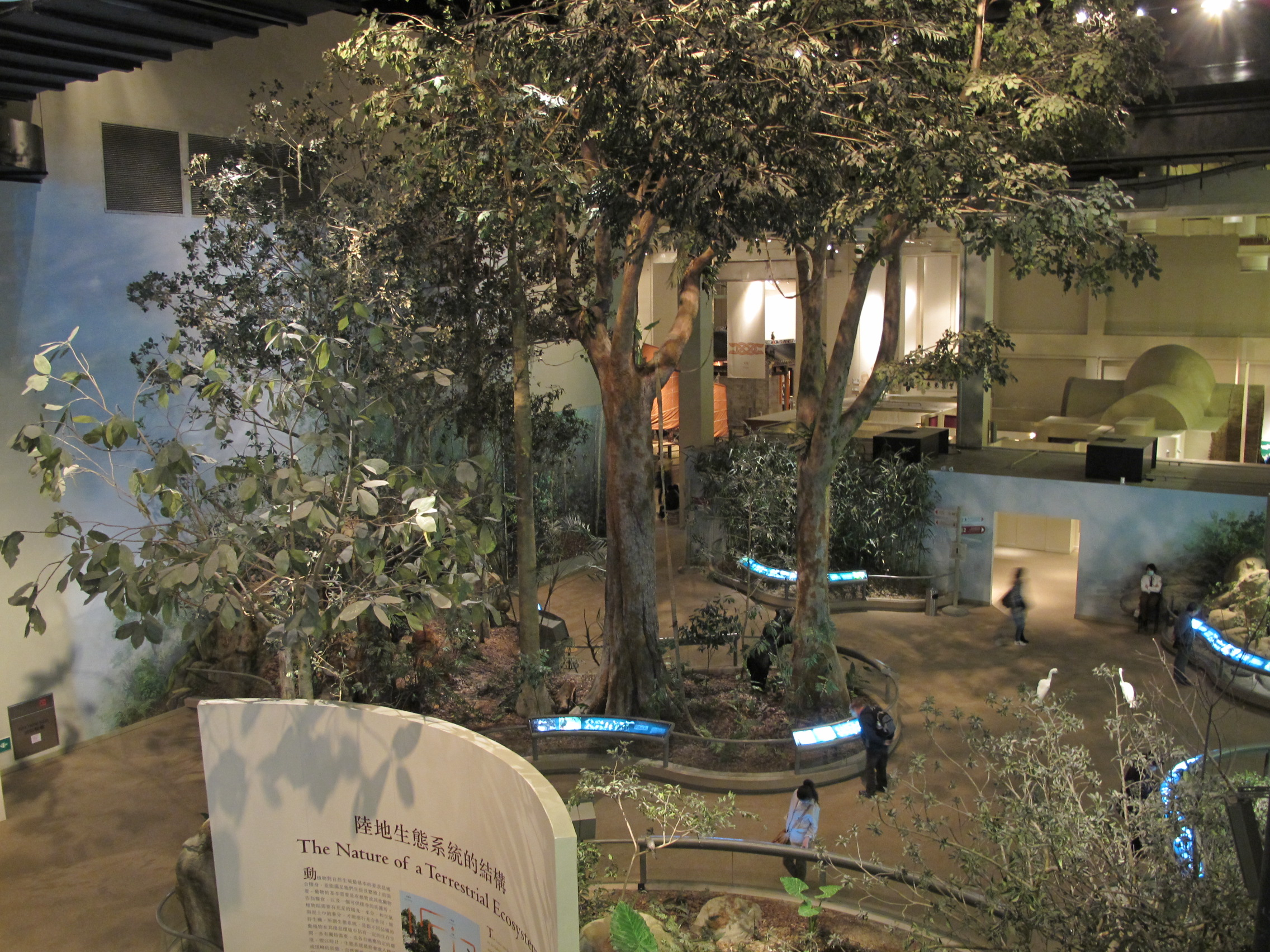
常設展覽 - 香港故事

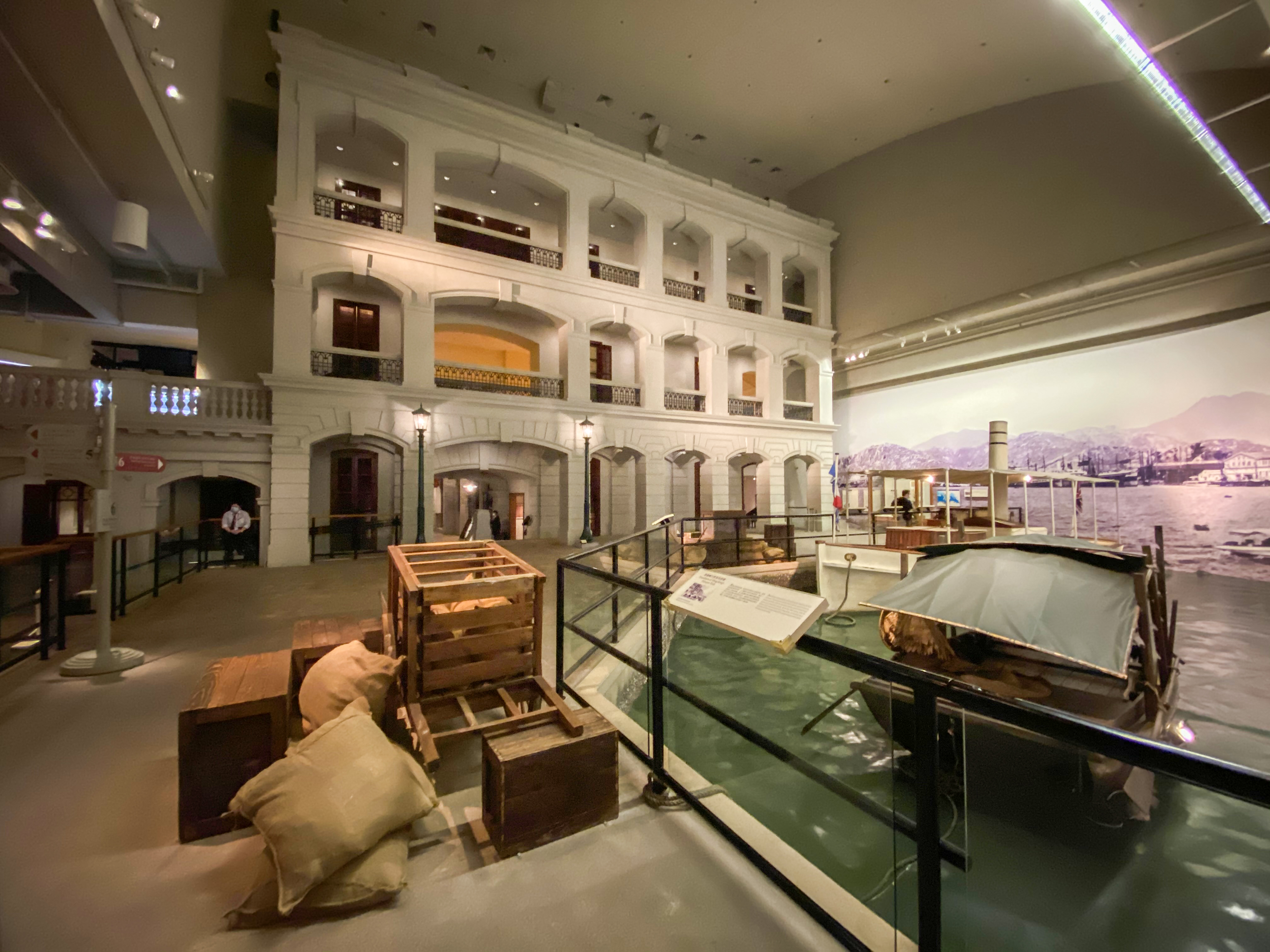
第6展區模仿中環在開埠初期的面貌

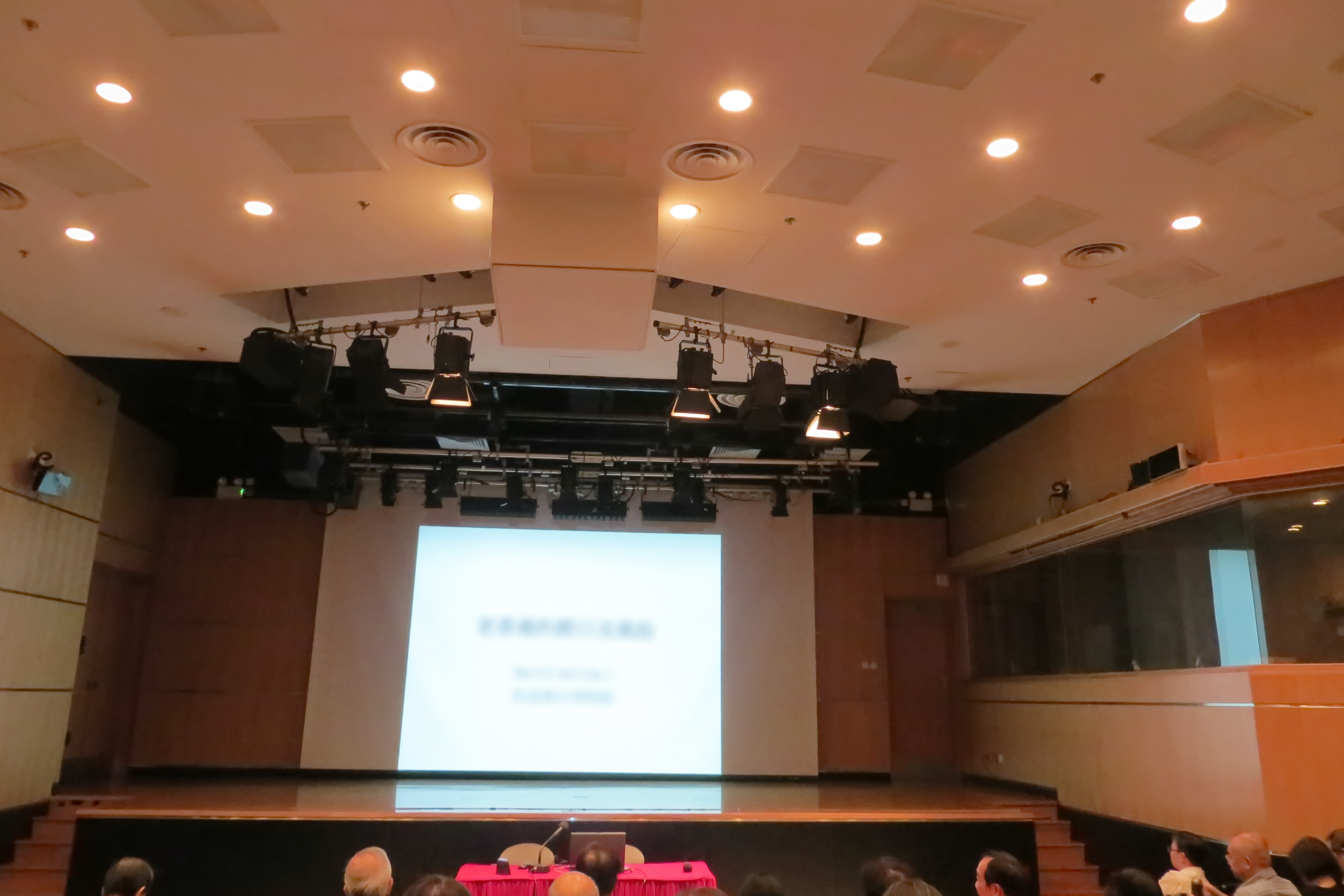
香港歷史博物館演講廳

香港歷史博物館為香港居民及遊客介紹香港的歷史，展覽內容包括香港及南中國一帶的考古發現、珍貴文物及資料等；涵蓋自然生態、民間風俗及歷史發展，向參觀者呈現香港四億年來的生態環境及歷史故事。博物館總樓面面積18,500平方米，常設展廳佔地7,000平方米，並經常舉辦包括香港掌故等主題展覽。
館內的「香港故事」常設展由2020年10月19日起暫停開放，以進行大規模的更新工程，預計於2024年底重新開放。在新常設展覽推出之前，專題展覽廳佈置成「經典再現－香港故事精華展」，作為原常設展的濃縮版，讓參觀者重溫香港由史前時期至1997年回歸的發展歷程。

## 歷史
香港歷史博物館的前身，是市政局於1962年成立的香港博物美術館（City Museum and Art Gallery），當時館址設於中環香港大會堂。1975年7月分拆為香港藝術館及香港博物館。香港博物館早期曾租用尖沙咀星光行為館址，1983年遷往九龍公園臨時館址（現為香港文物探知館館址）。
隨著博物館不斷發展，舊有館址不敷應用，於是有興建新館的需求。1995年，政府落實於尖沙咀漆咸道南香港科學館旁（當時為休憩公園）興建永久館址，隨即展開工程，作為《科學及歷史博物館規劃大綱》（Master Plan for the Museums of Science and History）的一部份。由1998年4月1日起易名為香港歷史博物館。1998年7月搬遷至香港科學館側的現址，設計上外型及色調刻意與科學館配合，並於同年9月28日開放。惟展館「香港故事」則仍在籌建中，最後到2001年8月，經過6年時間籌備的「香港故事」常設展正式開放，供市民參觀。

### 分館
香港歷史博物館現有5家分館，分別是：
- 位於筲箕灣的香港海防博物館
- 位於深水埗的李鄭屋漢墓博物館
- 位於柴灣的羅屋民俗館
- 位於中環的孫中山紀念館
- 位於鰂魚涌的葛量洪號滅火輪展覽館

## 常設展覽 - 香港故事
「香港故事」常設展是博物館多年來辛勤努力蒐集、保存及研究工作的總展示，共花6年時間籌備和製作，耗資2億港元，於2001年8月29日由時任政務司司長曾蔭權主持揭幕，8月30日正式開放參觀。整個展覽佔地7,000平方米，共有8個展區，分佈於兩層展廳；通過逾4,000件展品、750塊文字說明、多個立體造景及多媒體劇場，配以聲和光的特殊效果，栩栩如生地介紹香港的自然生態、民間風俗及歷史發展。「香港故事」從四億年前的泥盆紀開始，以1997年香港回歸作結，內容務求雅俗共賞，趣味與教育並重。常設展由加拿大公司André & Associates Interpretation and Design Ltd.設計。部份展區由2010年末起進行更新。至2020年6月為止，共錄得1160萬人次入場。

### 國家安全展覽廳
2023年，政府將歷史博物館2樓其中一個專題展廳變成為「國家安全展覽廳」，經過10個月籌備後，在2024年8月6日對外開放。展廳佔地超過1100平方米，分為6個區域，包括透過短片介紹香港歷史和中國建國歷史、一國兩制、國家安全、總體國家安全觀，進場的人士需要進行安檢。重點展品包括《港區國安法》在2020年6月30日頒布實施當日，在天安門廣場升起的巨型國旗，國家博物館送贈的《開國大典》油畫複製品，國家航天局借出的月球土壤和高6米的長征五號B運載火箭模型。展區亦展出2019年反修例運動期間警方使用的裝備和及警告旗幟，並形容2019年為港版『顏色革命』，令香港陷入深淵，並指出反修例導致一人死亡、629名警員受傷。
展區主題：（2000-2020）
- 第1展區：自然生態環境
- 第2展區：史前時期的香港
- 第3展區：歷代發展：從漢至清朝
- 第4展區：香港的民俗
- 第5展區：鴉片戰爭及香港的割讓
- 第6展區：香港開埠及早年發展
- 第7展區：日佔時期
- 第8展區：現代都市及香港回歸

部份展區設有短片劇場以粵語、普通話及英語旁白，輪流播放介紹展覽相關的內容：
- 第1展區影片名稱：香港的自然命脈（片長8分鐘）
- 第2展區無影片。
- 第3展區影片名稱：李鄭屋漢墓 （片長4分鐘）
- 第4展區影片名稱：吾土吾情（片長6分鐘）
- 第5展區影片名稱：從貿易到戰爭（片長10分鐘）
- 第6展區影片名稱：香港：通往中國的大門（片長11分鐘）及香江點滴（片長6分鐘）
- 第7展區：三年零八個月（片長6分鐘）
- 第8展區：戲如人生─六、七十年代香港消閑娛樂（片長8分鐘）、天然災害（片長6分鐘）及1841至1997年中港關係回顧（片長10分鐘）

展區主題：（2024年7月至今）
新開第1展區：歷史長河（環迴音效動感影片，片長5分鐘）、動畫「國安小衛士」（片長3分鐘）、「國安家好」3D影片（片長10分鐘）
新開第2展區：香港多面體展覽系列

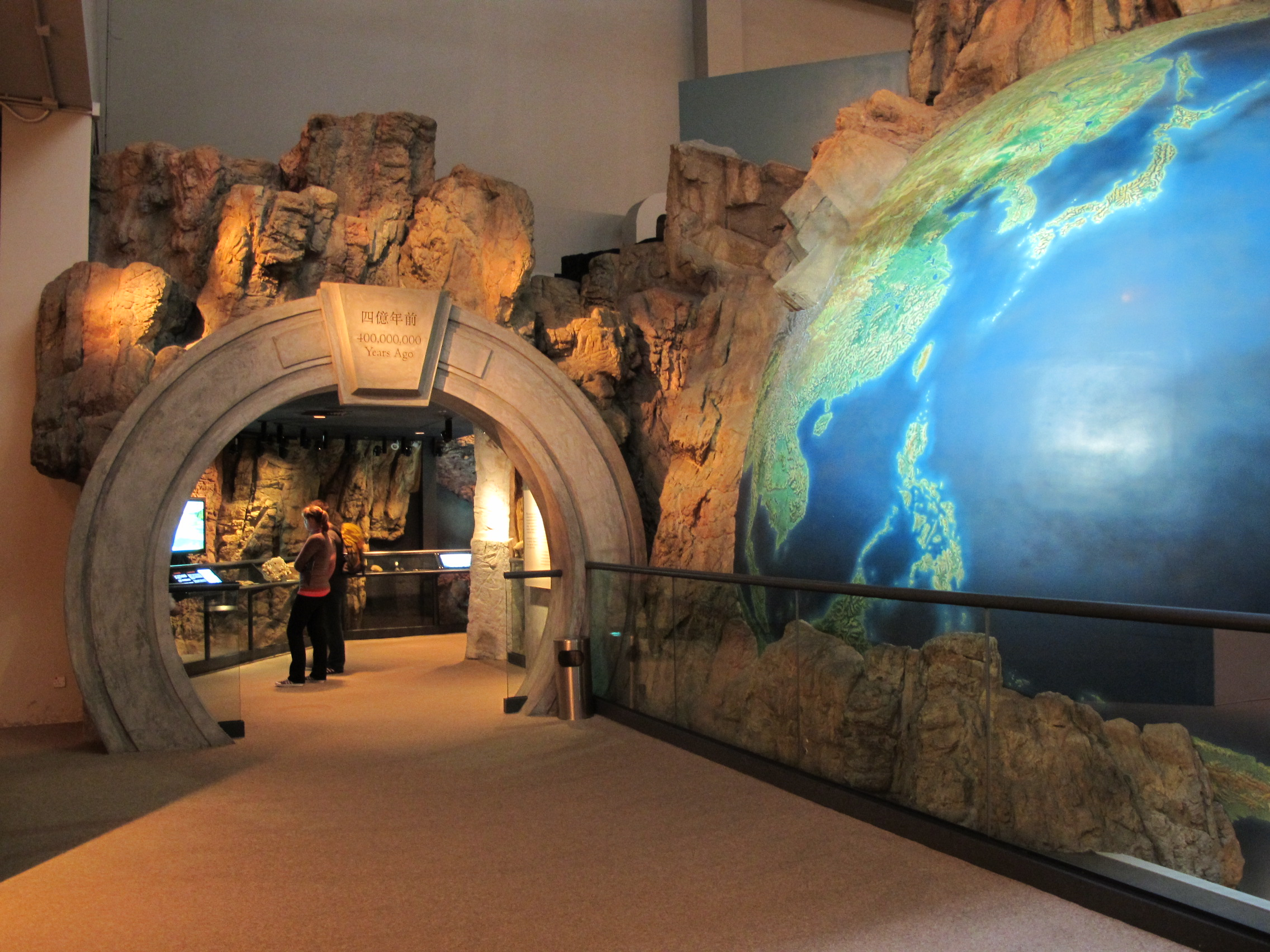
第1展區：自然生態環境
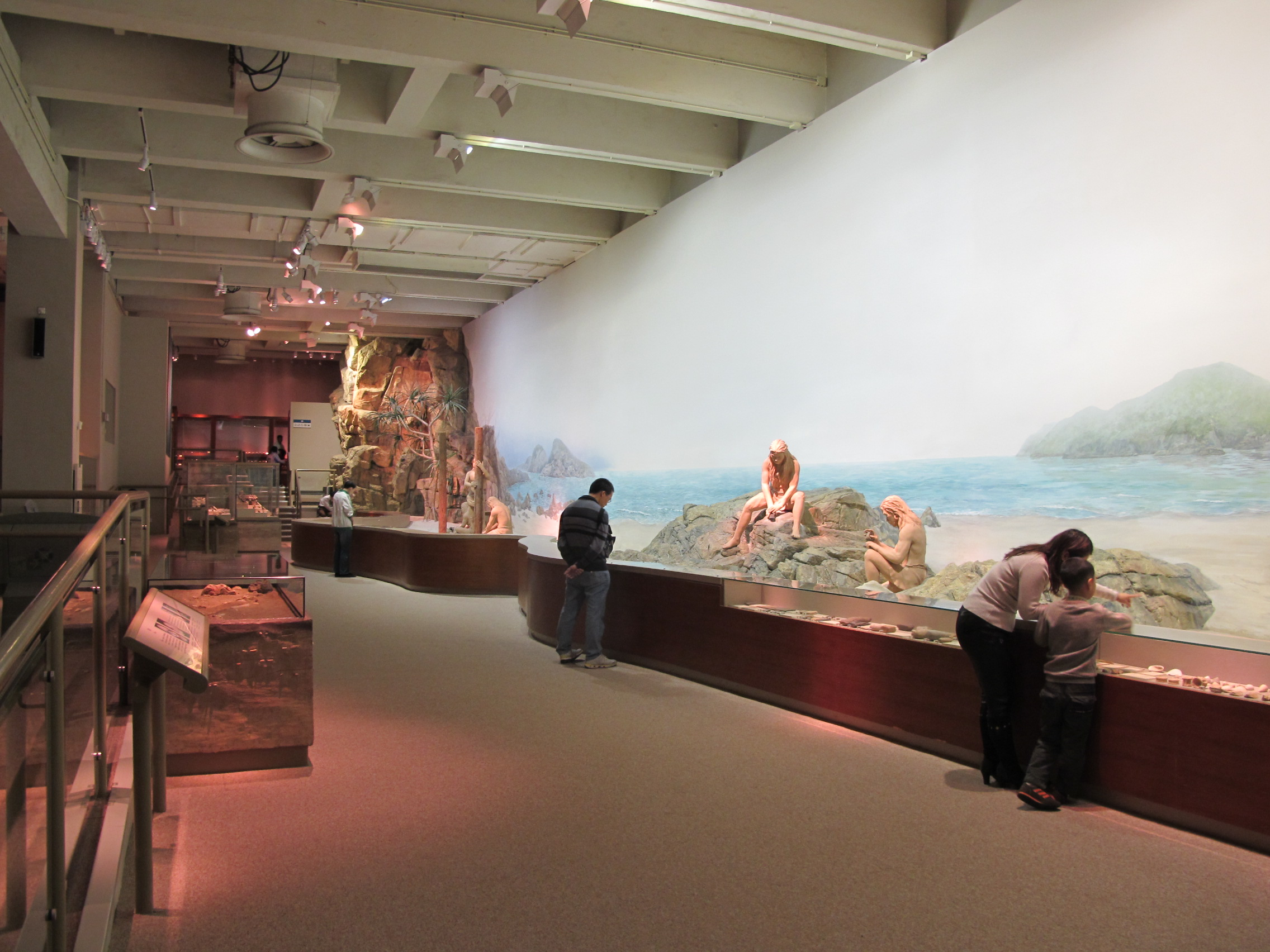
第2展區：史前時期的香港
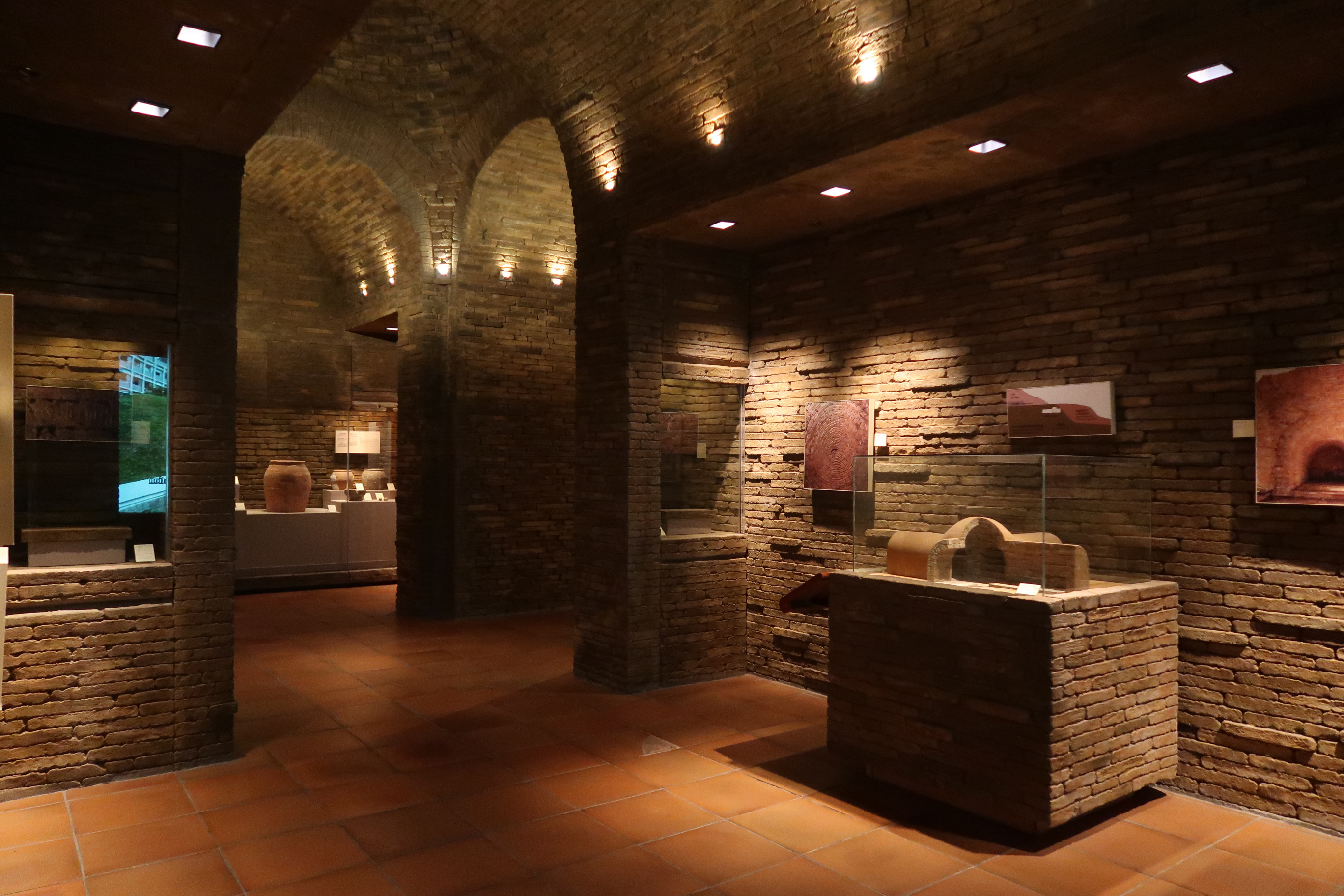
第3展區：歷代發展：從漢至清朝
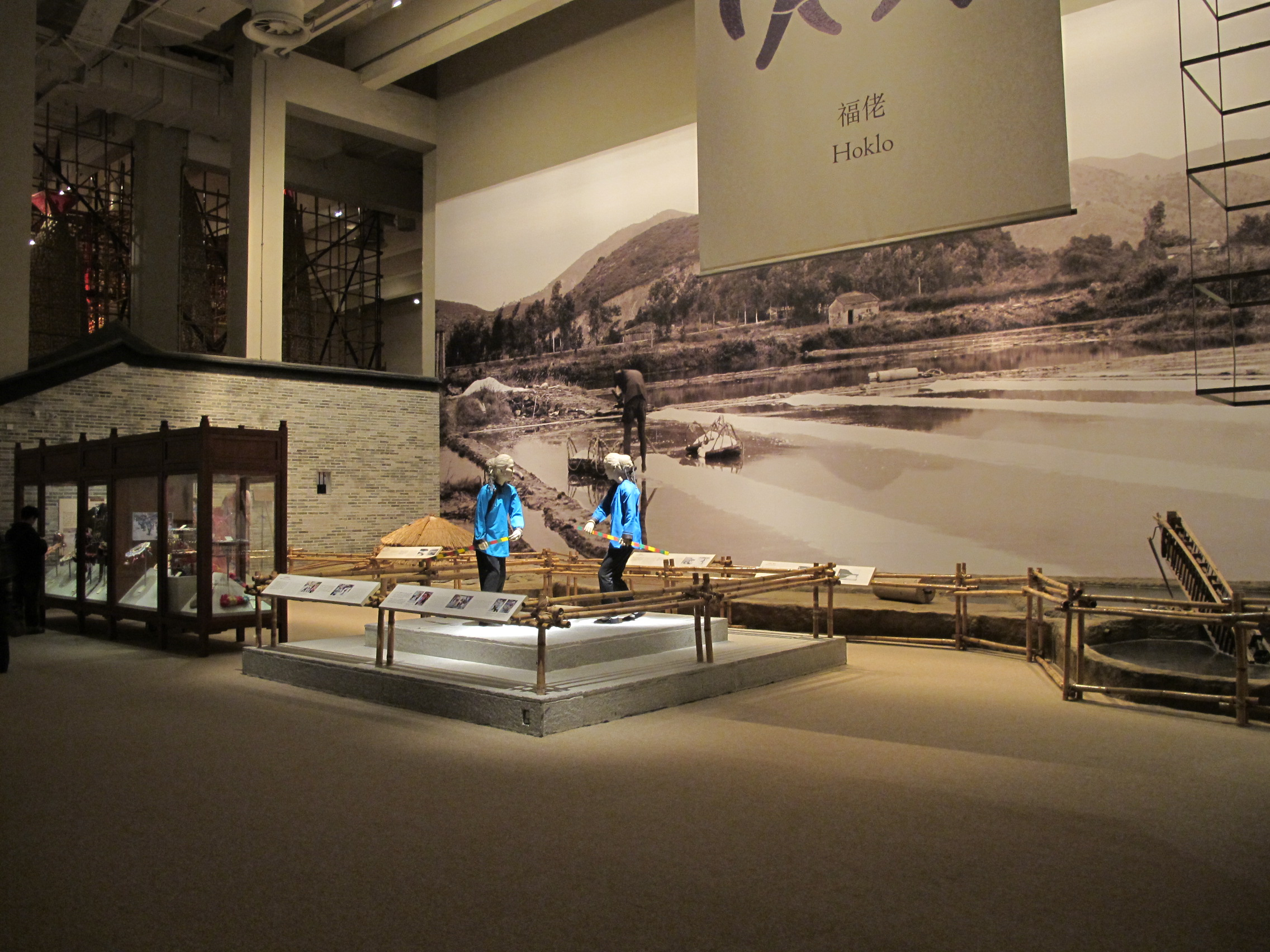
第4展區：香港的民俗
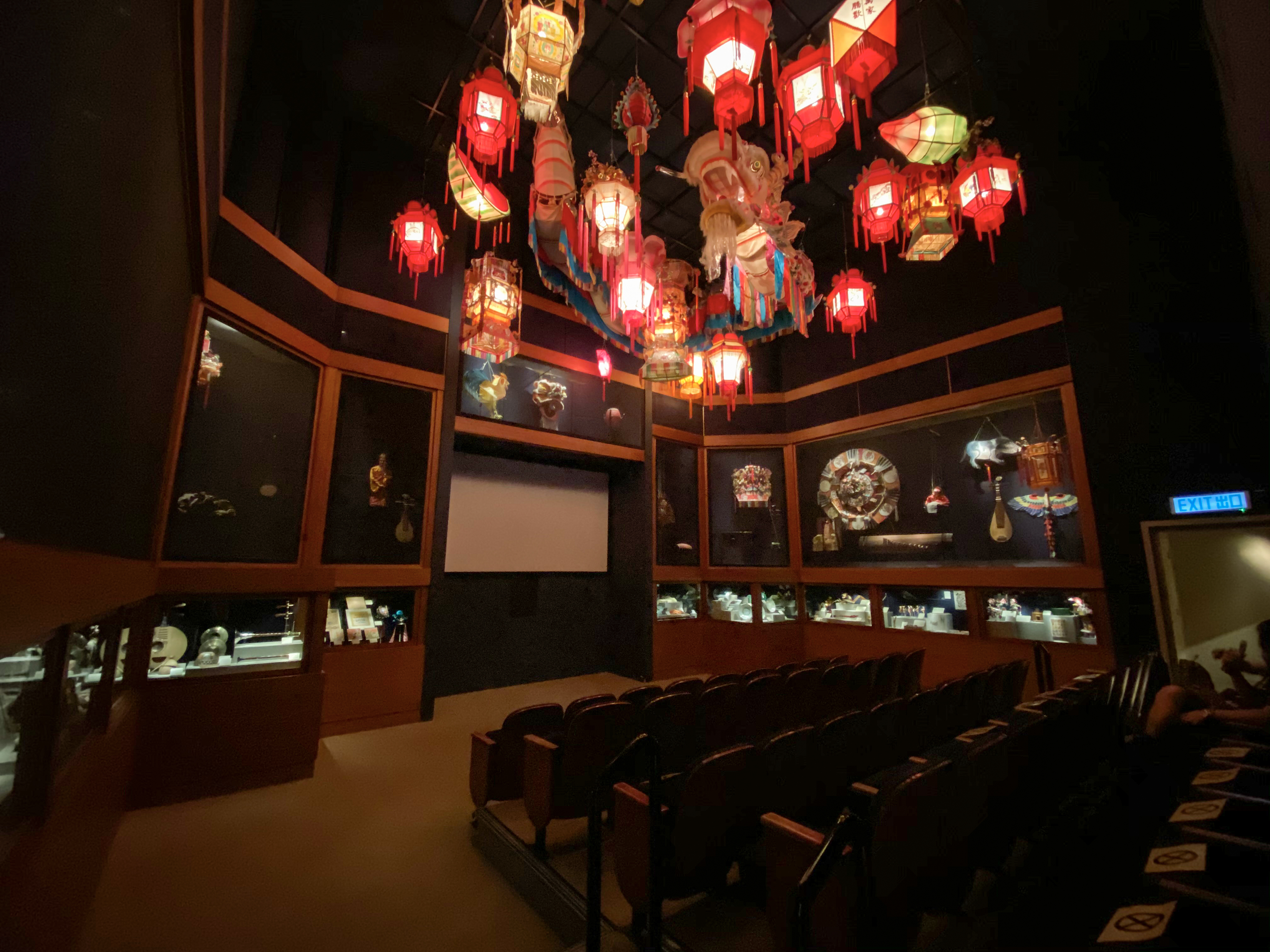
第4展區影廳內的中國傳統燈籠
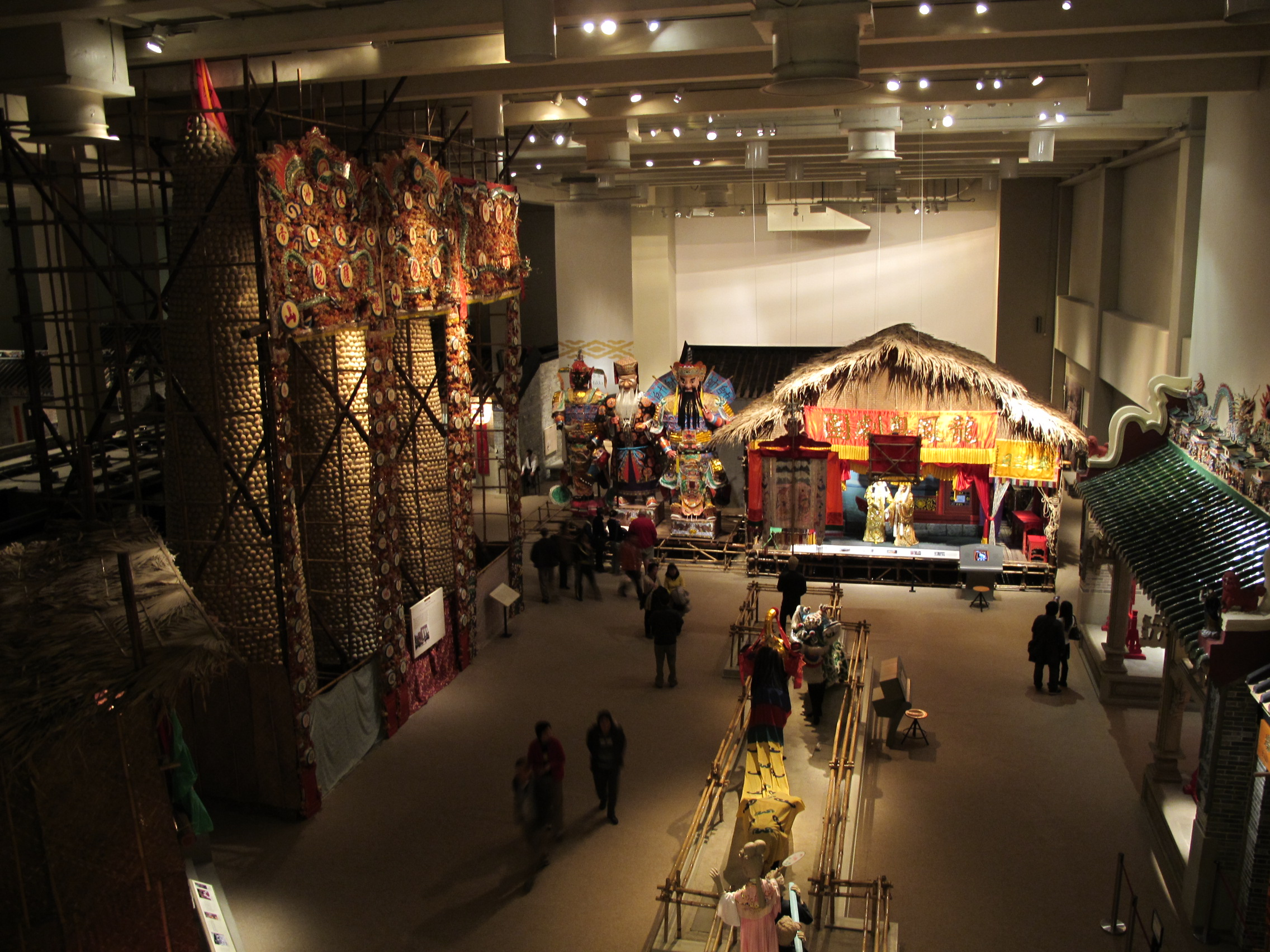
第4展區：香港的民俗仿照長洲太平清醮蓋搭場景
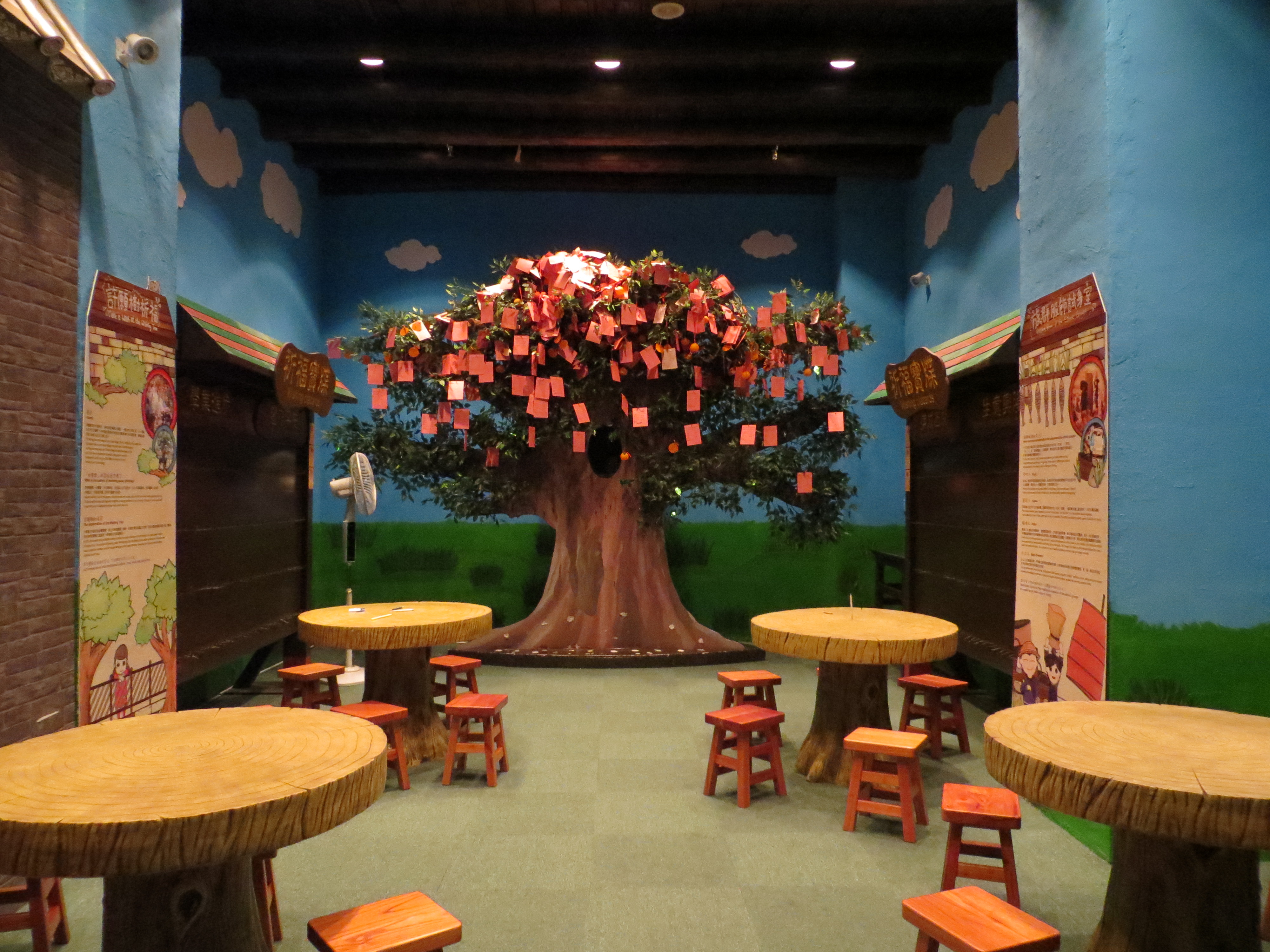
第4展區活動室
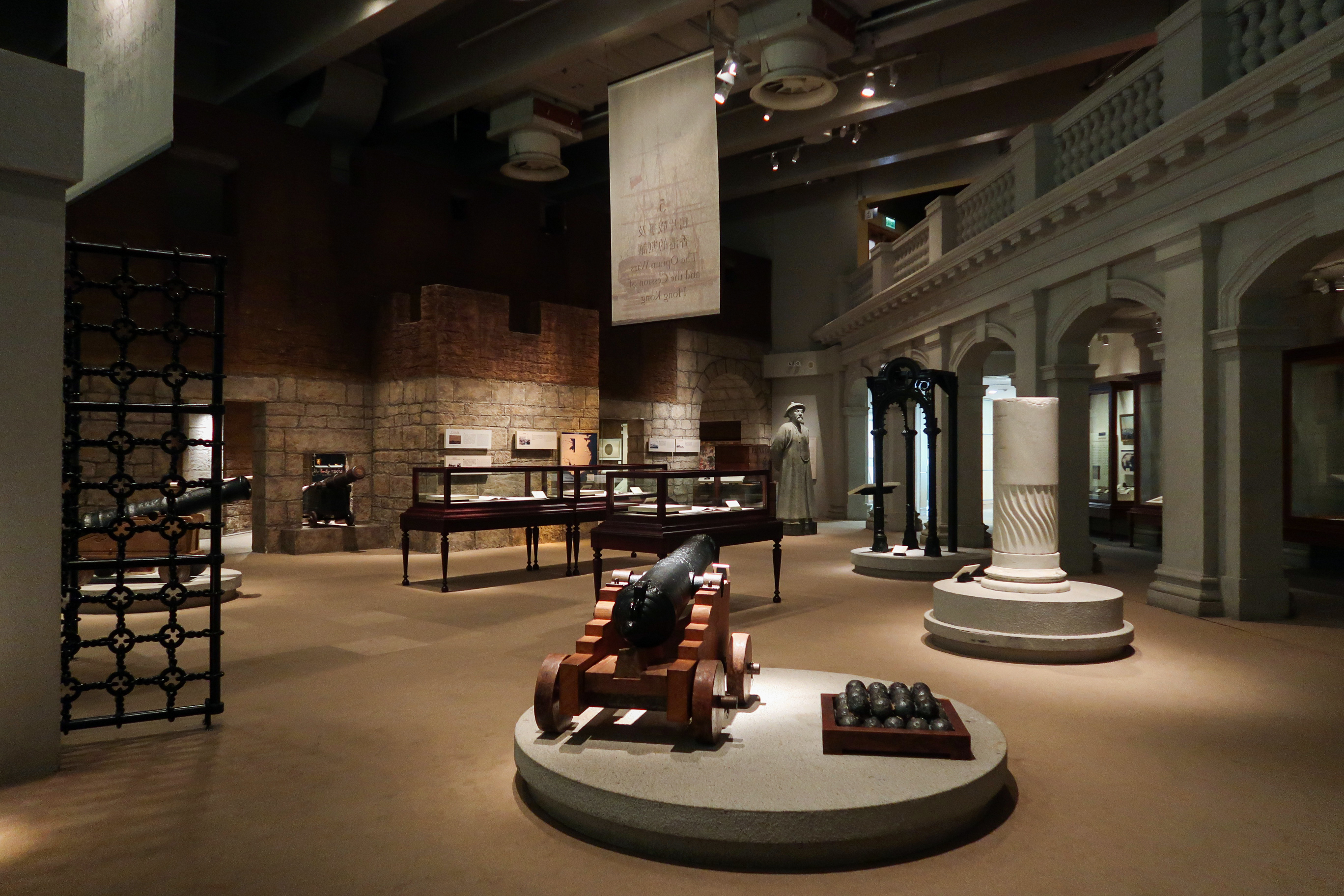
第5展區：鴉片戰爭及香港的割讓
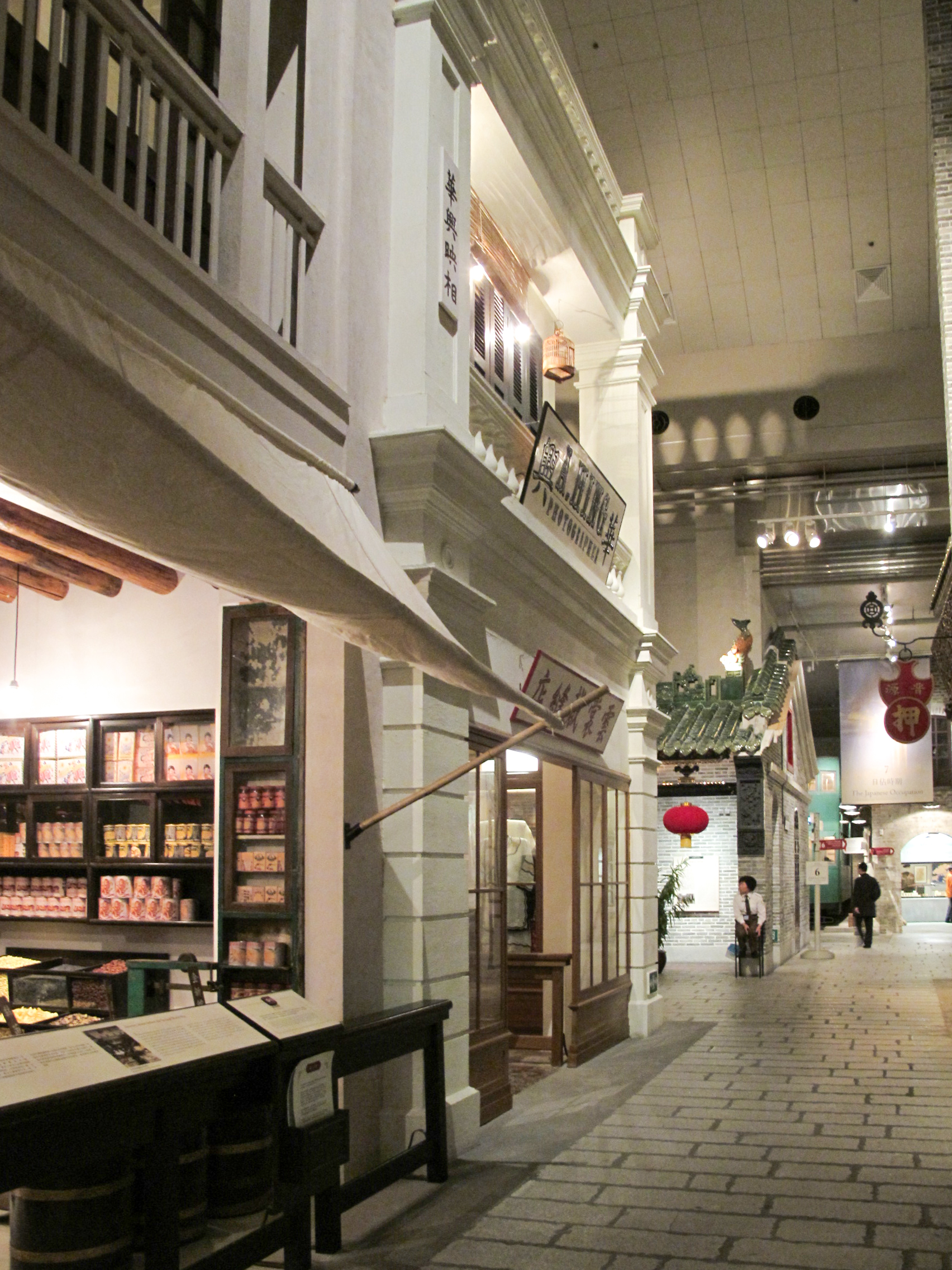
第6展區：香港開埠及早年發展
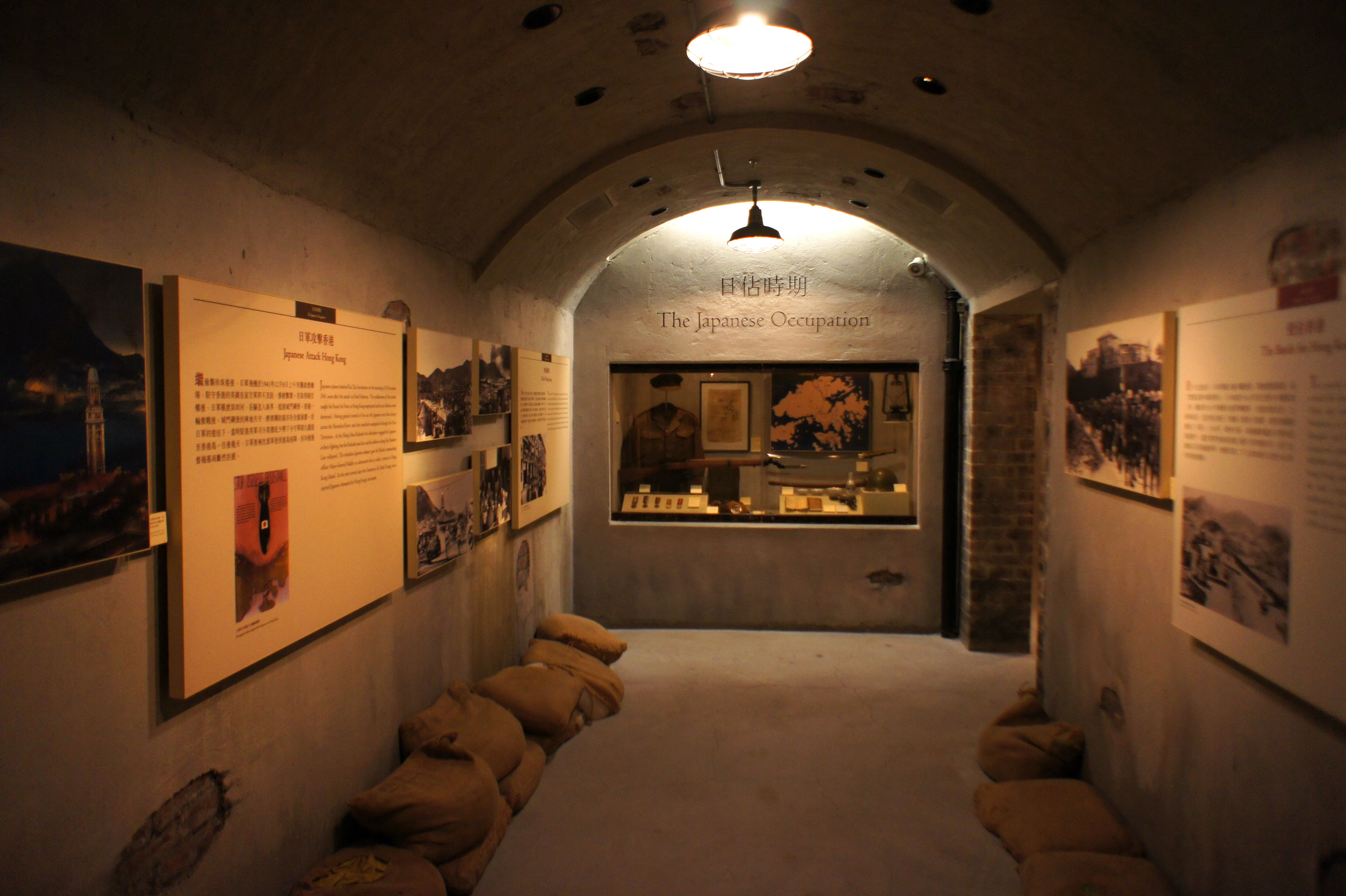
第7展區「日佔時期」
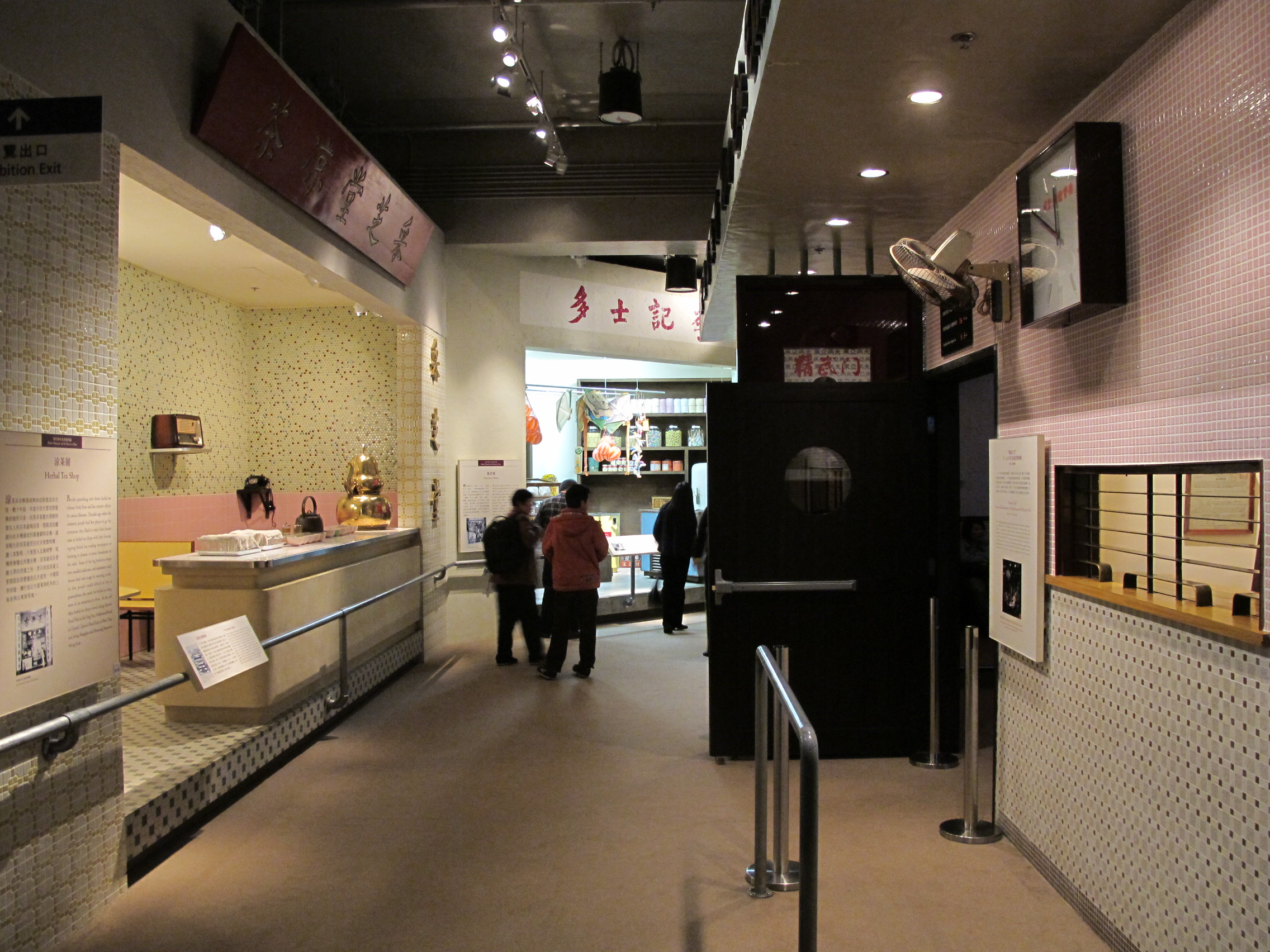
第8展區現代都市及香港回歸，可看仿1960年代的涼茶舖、士多、理髮檔及電影院
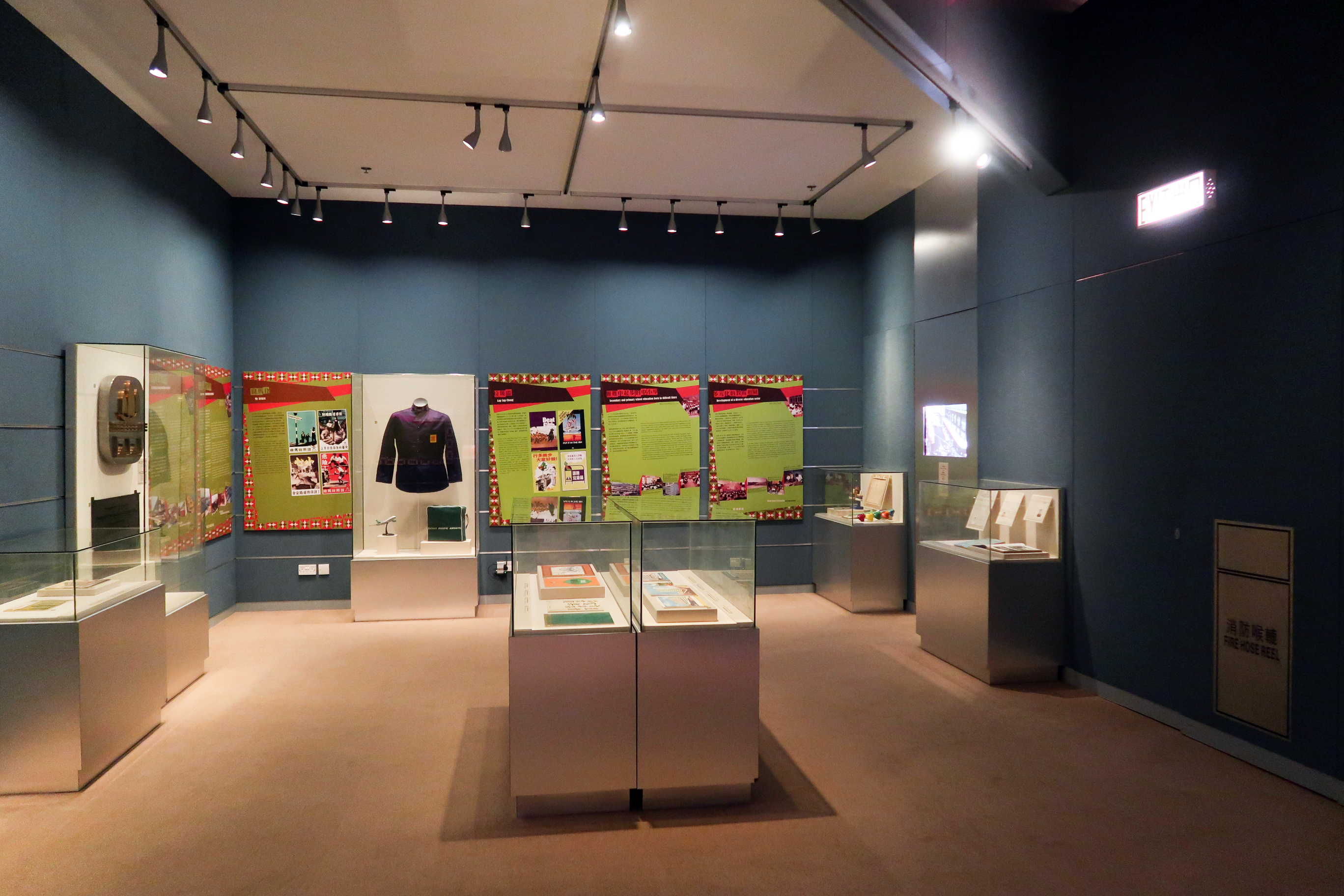
第8展區於2011年新設的展覽「轉變中的社會與民生」
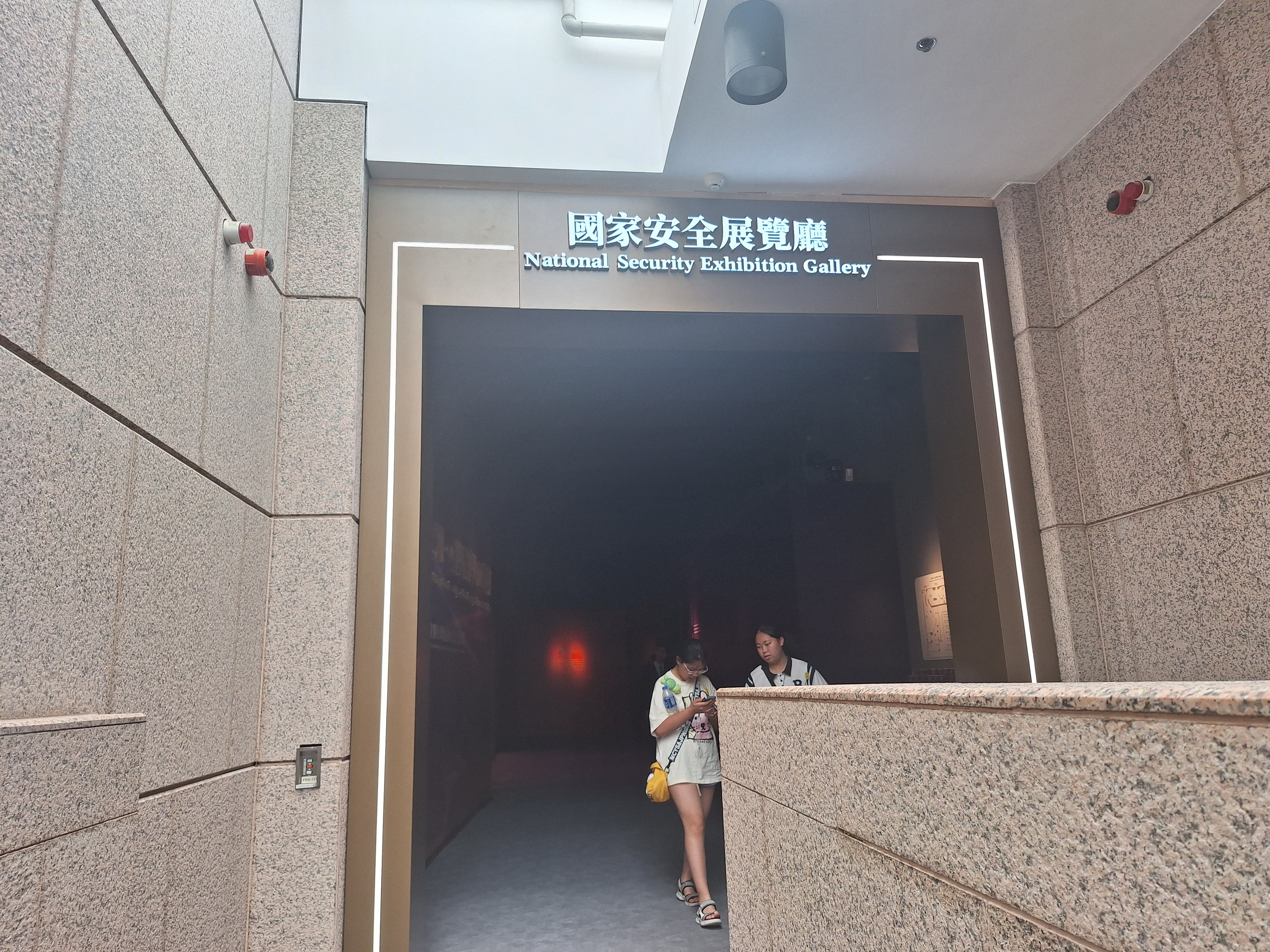
新版第1展區「國家安全展覽廳」
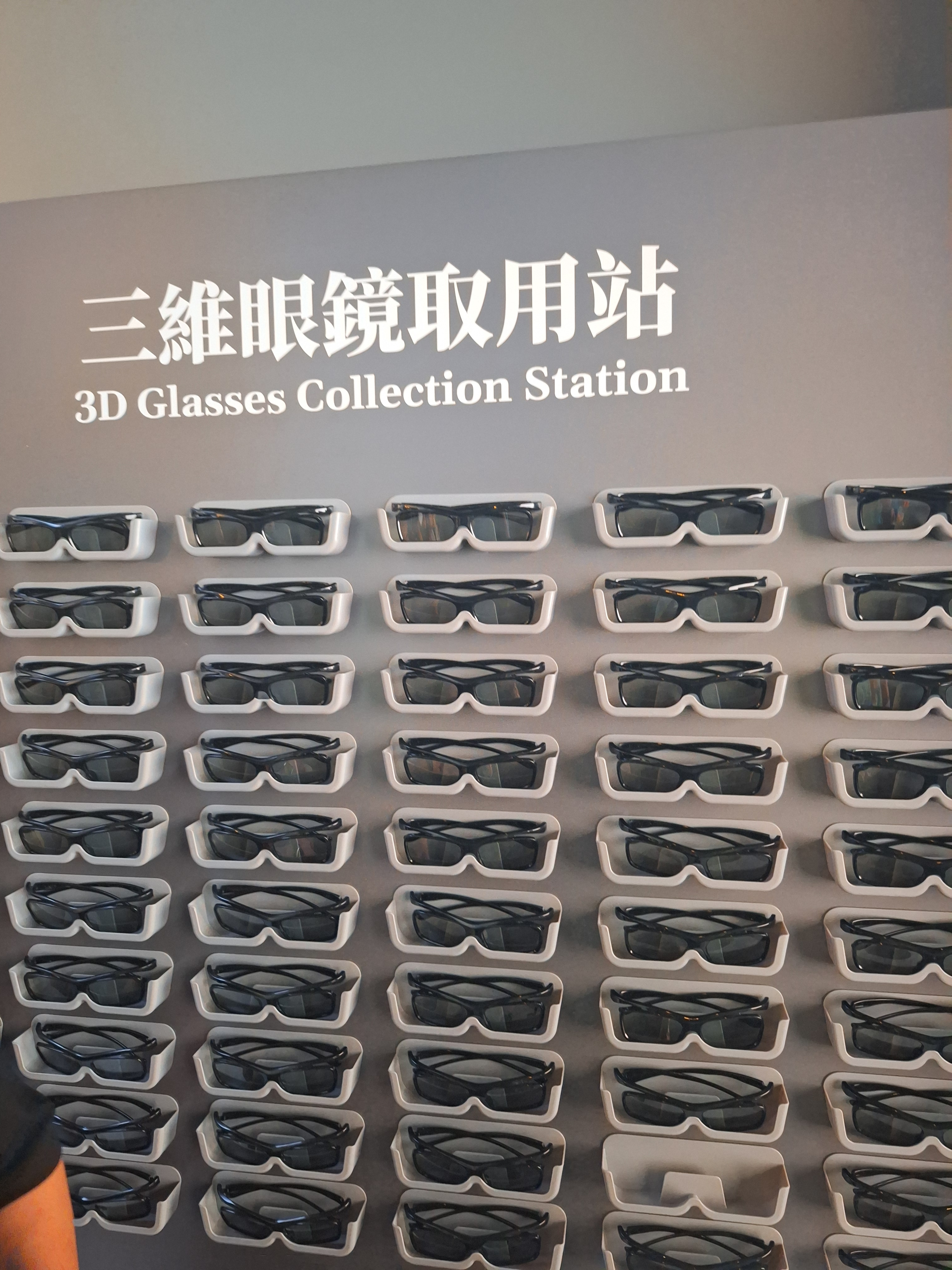
「國安家好」3D眼鏡領取處

### 論述
- 王宏志，〈「香港中國人講香港故事」 : 香港歷史博物館的常設展〉，《本土香港》，天地圖書，香港，2007。ISBN 9789882116320
- 柳泳夏，《香港弱化：以香港歷史博物館的敘事為中心》，圓桌文化，香港，2018。ISBN 9789888437498
- 最後一個展廳播放《1841至1997中港關係回顧》的十分鐘短片，短片回顧到1997年中國收回香港時，背景音樂為台灣名曲《明天會更好》。館長兼策展人丁新豹在2015年評價「坦白說最後一首歌選用《明天會更好》，我是有點後悔的，應該更中立一點。」[14]

### 關閉更新

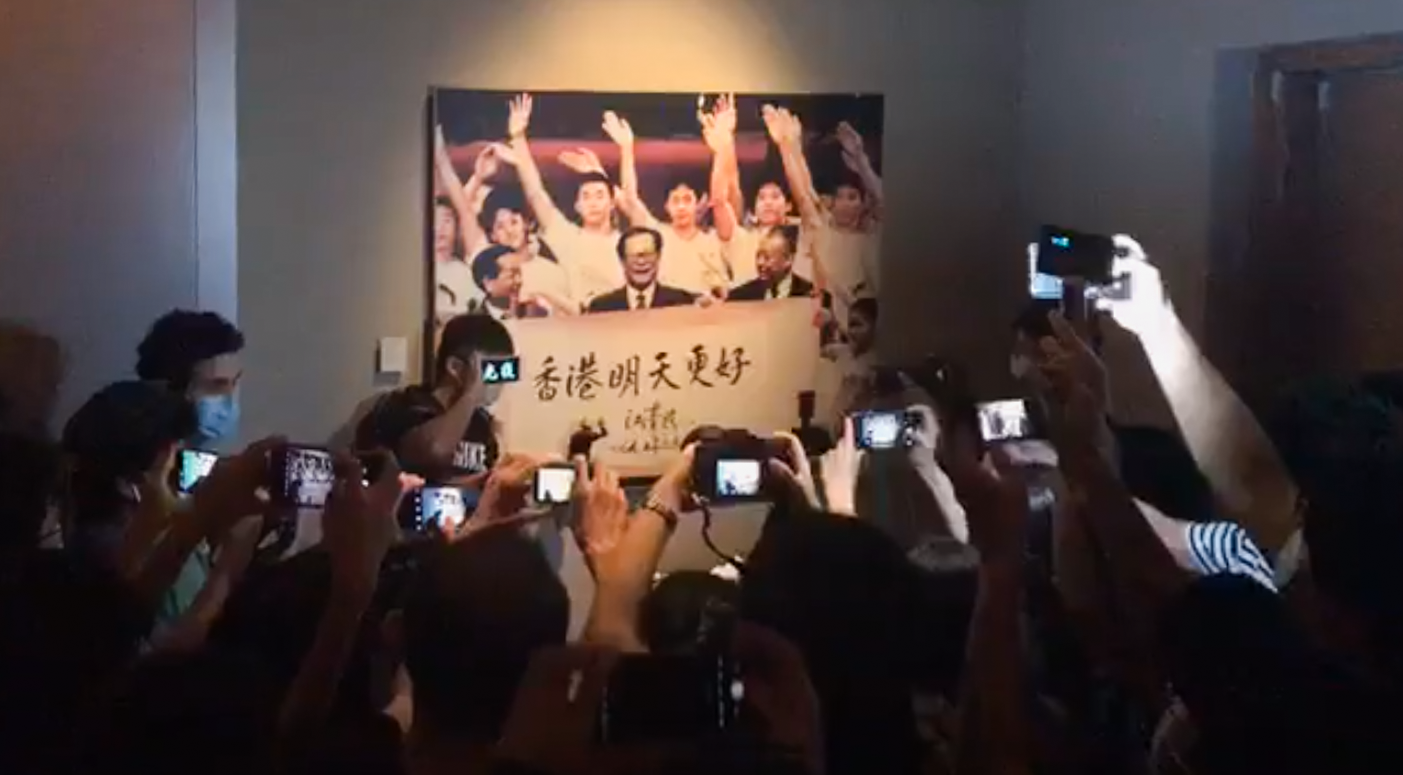
2020年10月18日閉館前夕，有市民於第8展區內高呼「光復香港，時代革命」口號，有不少市民和應。同時有人在中央總書記江澤民和首任特首董建華手持「香港明天更好」的相片前，利用手機展示「光復」一詞留影

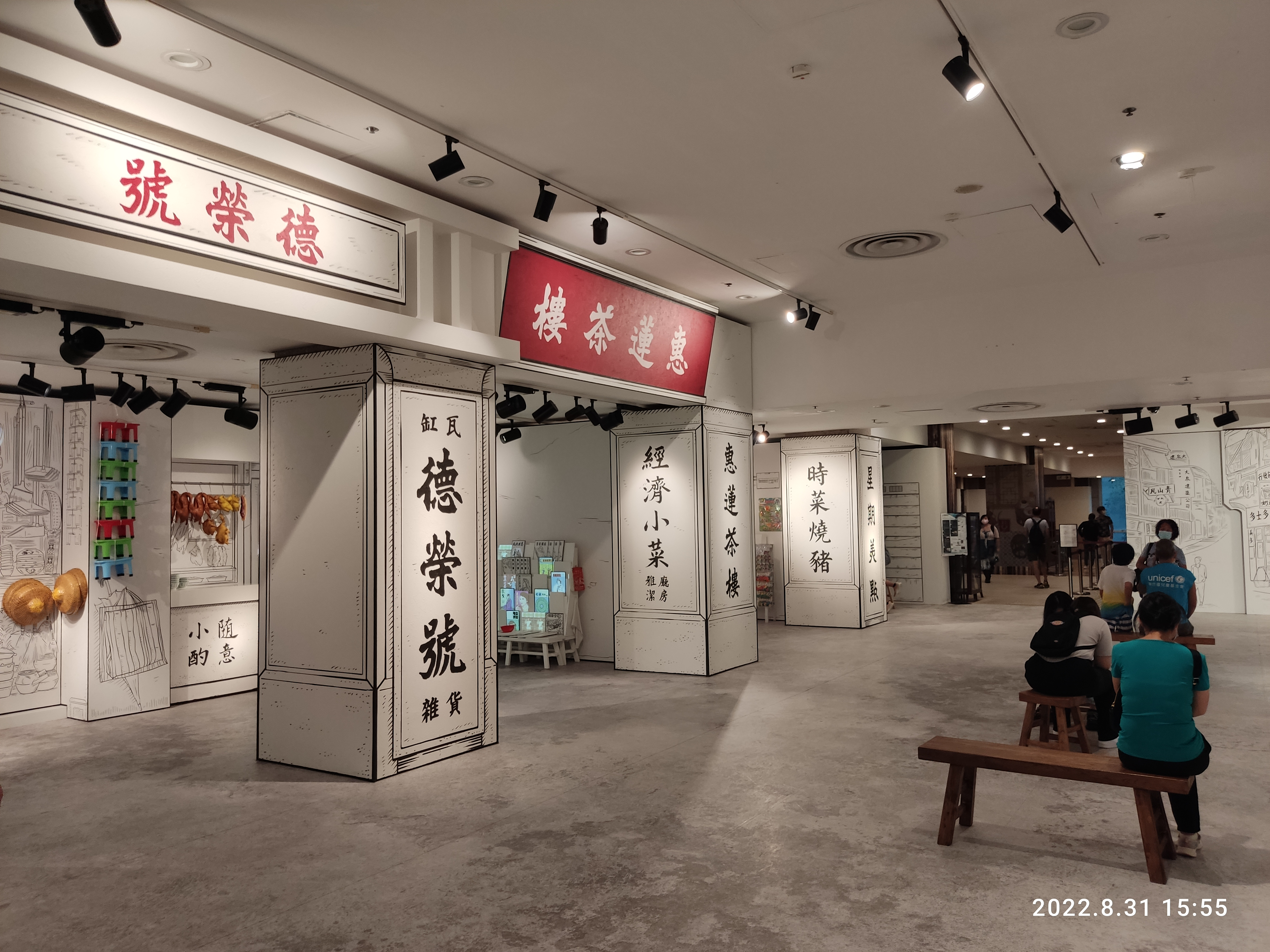
2021年4月設立的“經典再現 ── 香港故事精華展”，改用大量白色插畫背景代替實物場景，引起部分市民批評

2015年，館方開始就「香港故事」常設展覽更新工程諮詢不同持份者，包括博物館專家顧問、導賞員、教育界、青年和相關學術團體等。2020年4月，康文署表示開幕約19年的香港歷史博物館「香港故事」常設展於同年8月底關閉，展開為期2年的更新工程，斥資4.66億元，最快2022年重開。不過其後因新型肺炎疫情關係，由7月中關閉至9月14日重開。署方為了讓市民有機會作最後參觀，博物館決定延遲至同年10月19日才關閉常設展。在關閉前，不少市民特意前往博物館，有人擔憂香港政府利用所谓的翻新工程，英國統治時期的展品會遭到大幅刪減，包括淡化香港保衛戰，不再提及六七暴動，甚至將史實扭曲，刻意貶低在英國統治下的香港經濟起飛，淪為中共思想教育的場所，宣揚只有中共領導香港才有好日子，因而特意入場留影，方便日後用作比對。歷任港督照片和一面港督旗展品都是市民打卡熱點。有市民更擔心未來或要到外地才可知道香港真實一面。在10月18日閉館前最後開放當天下午有數百人在館外排隊等候進入，全日有逾9800人次入場。到晚上7時閉館前夕，有市民於第8展區內高呼「光復香港，時代革命」口號，有不少市民和應。同時有人在中央總書記江澤民和首任特首董建華手持「香港明天更好」的相片前，舉起五一手勢和利用手機展示「光復」一詞留影。
歷史書作者余震宇透露，曾獲館方邀請提供有關香港海岸線變遷作展覽內容，但同時要求進行「中港邊境融合」的歷史研究和政府仍在草擬階段的機場三跑工程、新界北古洞及洪水橋新發展區等發展計劃，認為並非回顧香港史和感到奇怪而婉拒有關邀請。康文署未有回應增減的範疇及準則，但透露新展覽分為「香港的歷史沿革」及「專題展區」兩大展區，前者縱觀香港史前時期至21世紀的城市發展，會加入多宗於1997年後發生的事，如2003年沙士抗疫和2014年的雨傘運動等，但因太近期而不包括2019年發生的反修例運動，又會盡量減少館方文字描述以避免爭議；後者以四個專題形式探討香港歷史不同面貌（多元文化、多元族群、放眼社區、華僑與香港），並會定期更新。將來新常設展會考慮刪除「自然歷史」部分，並縮減到一層，二樓將會劃為專題展區。
署方同時透露工程將有大規模結構改動，如計劃順利，預計需要兩年半時間進行工程。
在新的常設展推出之前，博物館利用展覽廳和大堂的空間設置「經典再現 ── 香港故事精華展」，展出約460組精選展品和約210張照片。由於展品改用大量白色插畫背景代替實物場景，引起部分參觀者批評是失去親歷其境的感覺。不過康文署指手法“活潑新穎”，可讓展品的色彩和裝飾紋樣更突出，亦加強已褪色的歷史活起來的效果。
展覽在2023年11月1日結束。

## 專題展覽
館方會不定期舉行專題展覽，展出有關世界各地的歷史資料及文物，例如「五味紛陳—半世紀的中國生活記憶 」。有關專題展覽的資料請參考香港歷史博物館-專題展覽網頁。

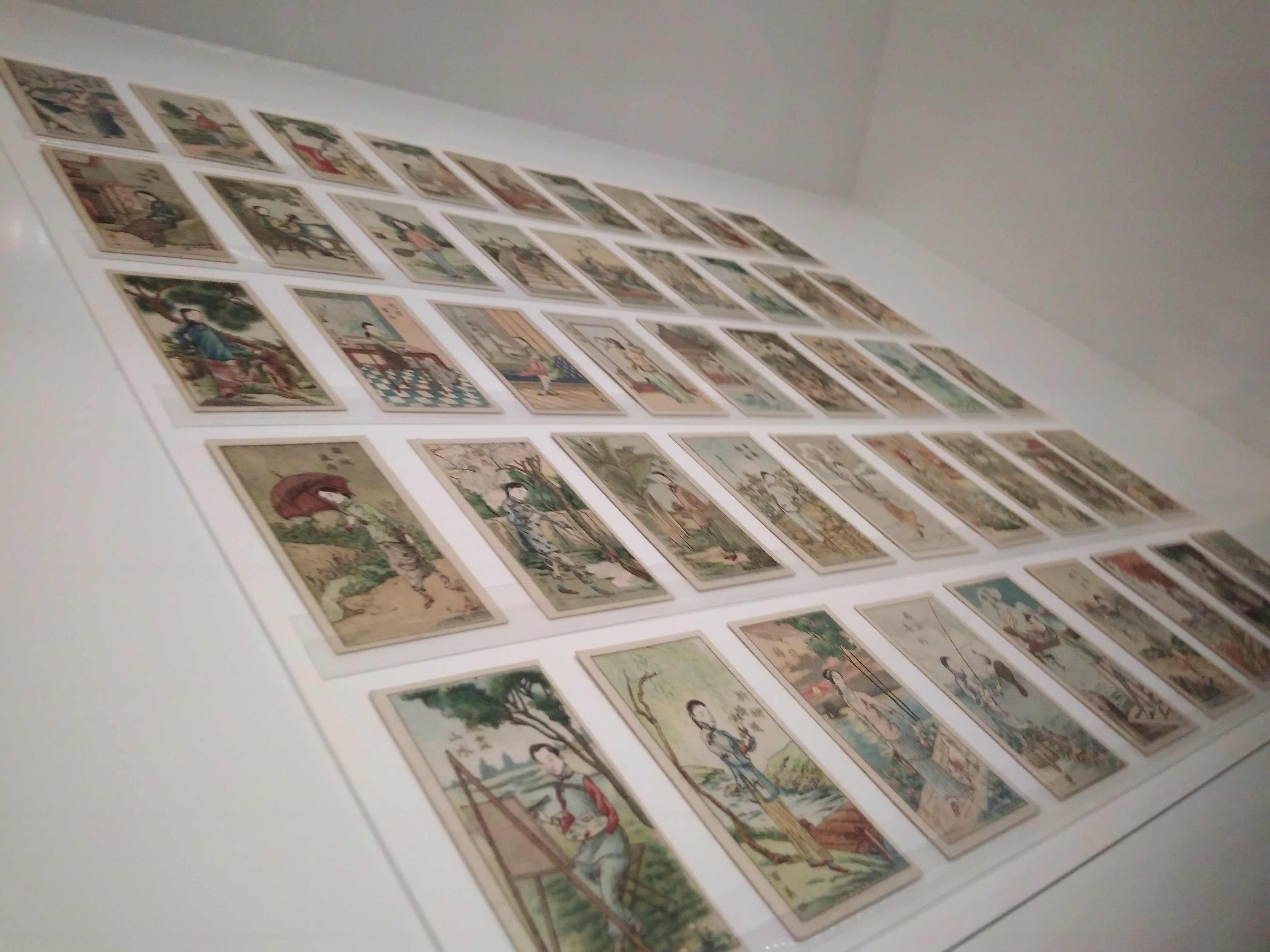
公仔纸展品
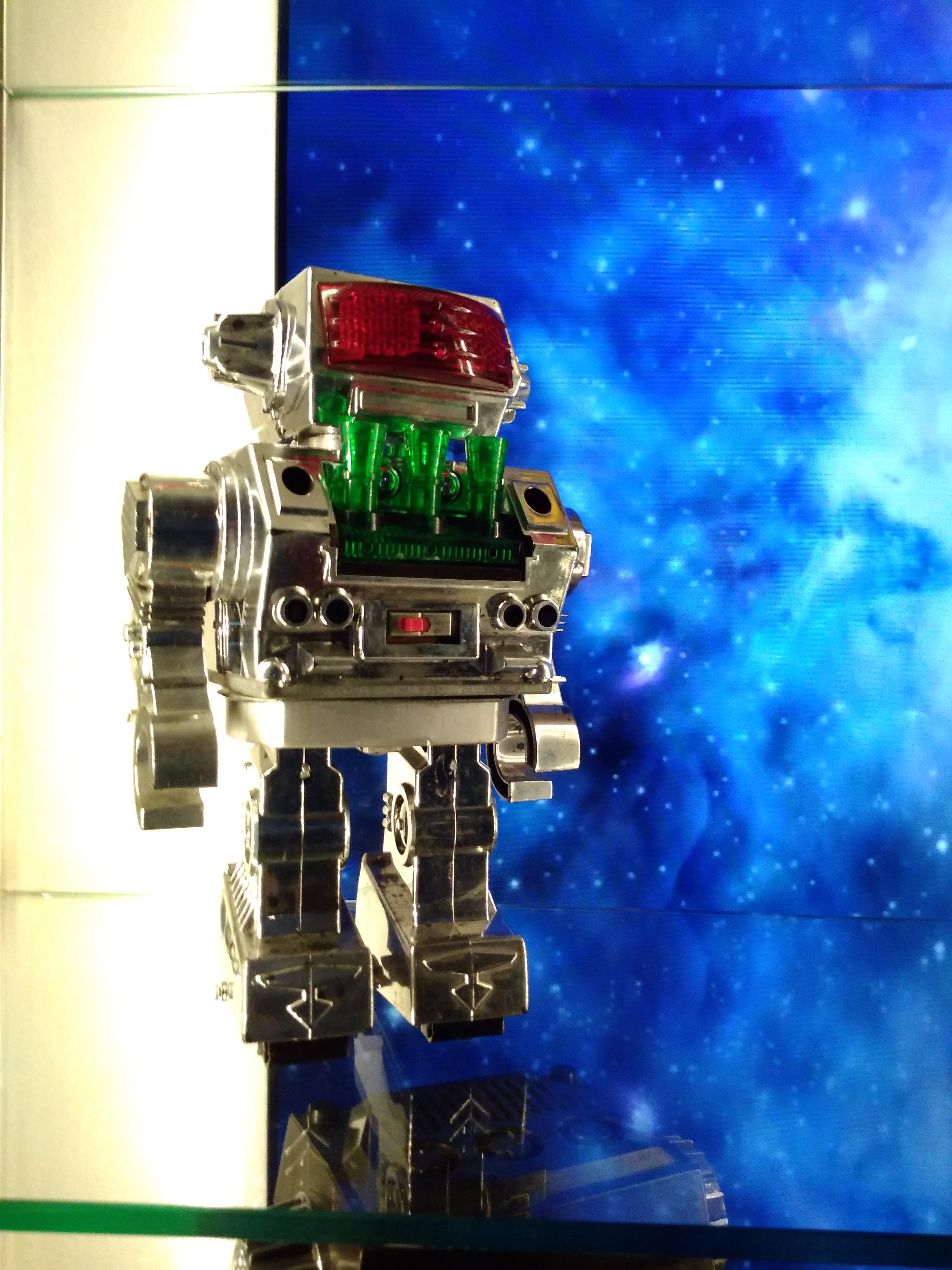
机器人展品
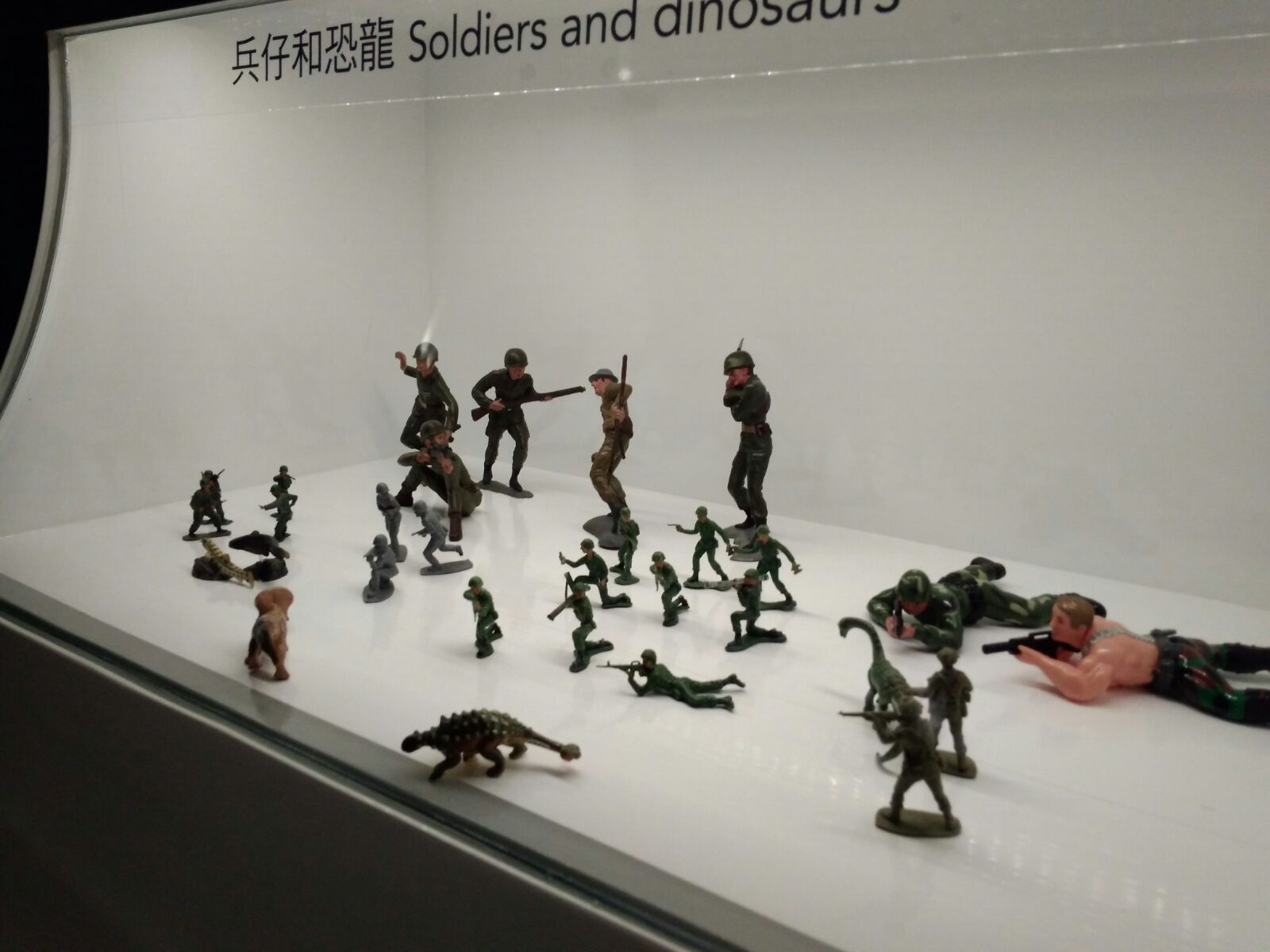
玩具士兵展品
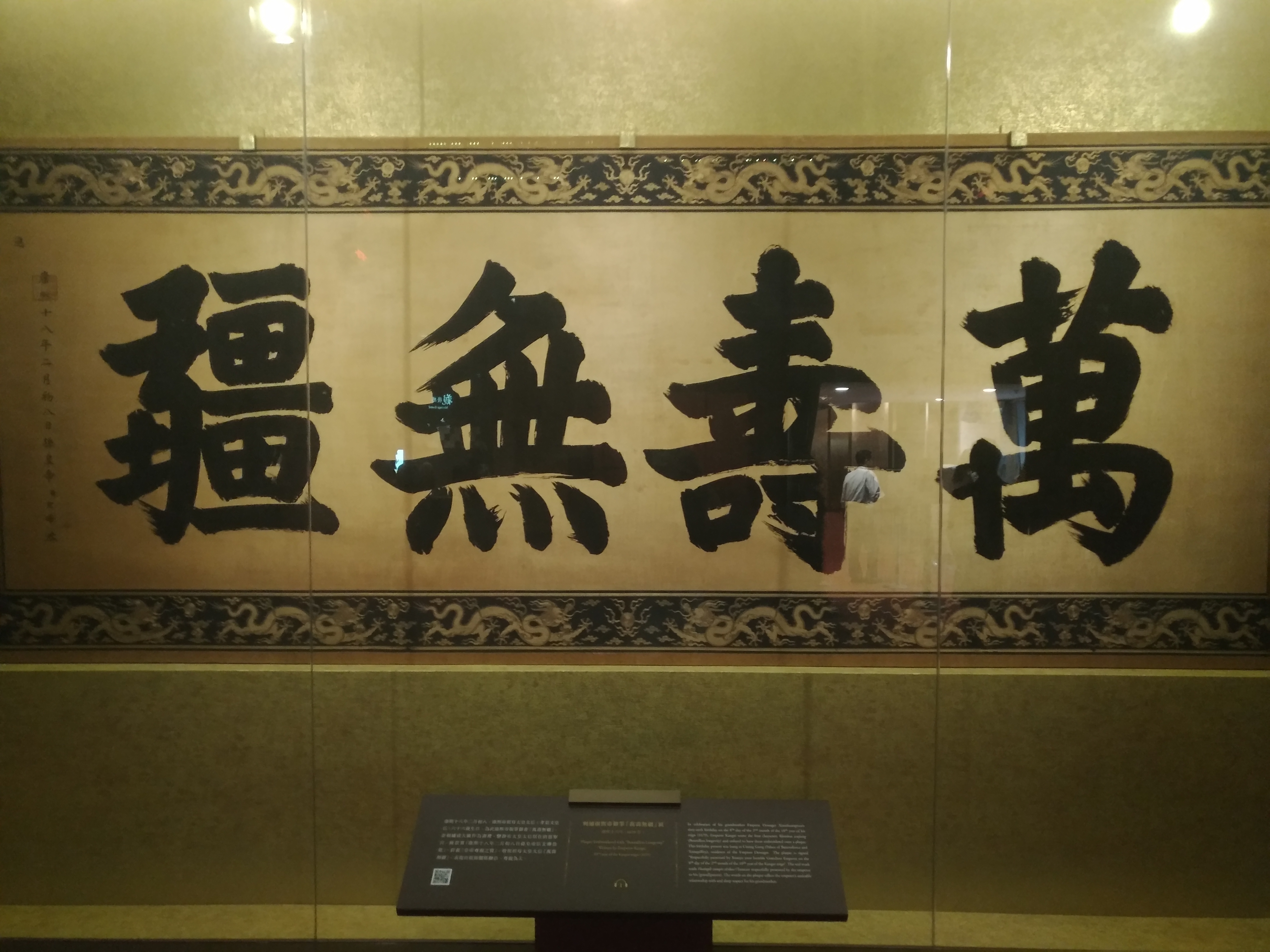
康熙帝亲笔御书刺绣成寿礼的“万寿无疆”大匾

| 展覽日期                         | 名稱                            | 製作單位 | 主題、特色 | 備註 |
| 2012年 7月25日至 11月            | 一統天下：秦始皇帝的永恆國度    | 香港歷史博物館、陝西省文物交流中心舉辦                                                                       | 展出120件珍貴文物，其中4成是國家一級文物 | 慶祝香港回歸十五周年；據康樂及文化事務署署長馮程淑儀指出，展覽經費約為3,300萬港元，更是香港歷史博物館成立以來，最大規模的專題展覽 |
| 2013年 1月30日至 5月13日         | 美索不達米亞古文明展            | 大英博物館、香港歷史博物館合辦                                                                               | | |
| 2013年 7月10日至 9月2日          | 香港天文台─有緣相聚百三載       | 康樂及文化事務署、香港天文台聯合主辦                                                                         | | |
| 2013年 7月31日至 10月7日         | 國采朝章─清代宮廷服飾           | 康樂及文化事務署、故宮博物院聯合主辦，香港歷史博物館及故宮博物院聯合籌劃，並由香港賽馬會慈善信託基金獨家贊助 | 觀眾不但可以近距離欣賞清代帝王、帝后穿戴過的服飾，並可對清代宮廷服飾制度有全面概括的認識 | |
| 2013年 9月25日至 11月11日        | 伴你同行：香港巴士故事          | 康樂及文化事務署、九龍巴士（1933）有限公司聯合主辦                                                           | | 慶祝九龍巴士（1933）有限公司成立80周年及家是香港運動                                                                              |
| 2013年 10月30日至 12月9日        | 道遠山青─香港精神科歷史與發展   | 青山醫院精神健康學院、歷史博物館合辦                                                                         | 介紹香港精神科服務的歷史及青山醫院的發展 | |
| 2013年 12月18日至 2014年 4月21日 | 影藏歲月─香港舊照片展           | 夢周文教基金會、歷史博物館合辦                                                                               | 帶領公眾認識戰前香港面貌 | |
| 2014年 1月29日至 3月3日          | 百年時尚：香港長衫故事          | 香港歷史博物館籌劃                                                                                           | | |
| 2014年 4月9日至 6月9日           | 甲午戰後：租借新界及威海衛      | 康樂及文化事務署主辦，蘇格蘭國家圖書館協辦                                                                   | | |
| 2014年 6月11日至 9月1日          | 嶺南印記：粵港澳考古成果展      | 香港特別行政區政府民政事務局、廣東省文化廳和澳門特別行政區政府文化局聯合主辦                                 | | |
| 2014年 6月26日至 2014年 10月6日  | 滋味香江                        | | 本地飲食及文化展，透過介紹本地不同類型的飲食場所的歷史，讓觀眾認識到香港飲食文化的特色 | |
| 2014年 7月16日至 9月15日         | 甌駱漢風：廣西古代陶製明器      | 廣西壯族自治區文化廳、廣西壯族自治區文物局、康樂及文化事務署聯合主辦                                         | 展出七十六件/套西漢至南朝的陶製明器 | |
| 2014年 10月29日至 2015年 3月16日 | 皇村瑰寶：俄羅斯宮廷文物展      | 國立俄羅斯皇村博物館、歷史博物館合辦                                                                         | 展出200件不同朝代君主的文物，包括從未在海外展出的1856年專為沙皇亞歷山大二世的加冕禮而製的皇室馬車 | |
| 2015年 6月24日至 2015年 10月5日  | 漢武盛世：帝國的鞏固和對外交流  | 中國文物交流中心、歷史博物館合辦                                                                             | 展出來自中國40個博物館單位借來162項文物，向公眾介紹漢代歷史、藝術和文化發展 | 歷來最大規模的漢代文物展覽 |
| 2015年 12月16日至 2016年 4月11日 | 日昇月騰：從敏求精舍藏品看明代  | 敏求精舍、歷史博物館合辦                                                                                     | 展出約三百件(組)敏求精舍會員慷慨借出個人收藏的珍貴文物，讓公眾以嶄新和多元的角度引領觀眾探索明代的歷史和文化 | |
| 2016年 6月8日至 2016年 8月29日   | 海上雄師──羅馬海軍及龐貝古城    | Contemporanea Progetti Expona、歷史博物館合辦                                                                | 展出來自意大利羅馬、拿坡里及龐貝等地約十間博物館及文物保護機構借出約110件（套）珍貴展品，讓公眾認識古羅馬航海技術的發展，也可體驗維蘇威火山爆發的威力及災難結局 | |
| 2016年 11月12日至 12月5日        | 趣看孫中山及其時代              | 香港歷史博物館                                                                                               | 以青少年為對象，透過生動有趣的圖片、錄像和多媒體節目 | 紀念孫中山先生150周年誕辰 |
| 2016年 12月14日至 2017年 1月9日  | 港英航情：回顧兩地航空發展史    | 香港歷史博物館、明愛(倫敦)學院、英國航空歷史文物中心合辦                                                     | | |
| 2017年 3月2日至 5月15日          | 香港玩具傳奇展覽                | 香港歷史博物館、香港玩具協會、香港玩具廠商會合辦                                                             | 透過2,600多款香港人熟悉或香港製造的玩具，探索不同玩具近百年的轉變 | |
| 2017年 7月2日至 10月9日          | 萬壽載德──清宮帝后誕辰慶典      | 康樂及文化事務署、故宮博物院合辦                                                                             | 透過210件故宮博物院的收藏，包括康熙帝、乾隆帝母親崇慶皇太后、乾隆帝、嘉慶帝和慈禧太后慶祝萬壽的珍貴文物，介紹清宮萬壽盛典的禮儀制度，以及中國古代豐富的祝壽文化 | 慶祝香港特區成立20周年 |
| 2017年 11月29日至 2018年 3月5日  | 綿亙萬里──世界遺產絲綢之路      | 康樂及文化事務署、國家文物局合辦                                                                             | 透過來自中國四省（陝西、河南、甘肅及新疆）、哈薩克斯坦和吉爾吉斯斯坦的珍貴文物，展現該路網的歷史及文化價值。展品精選自陝西、河南、甘肅及新疆四省的文物共一百六十多件（套），當中超過一半為一級文物，另超過50件（套）文物則來自哈薩克斯坦和吉爾吉斯斯坦。展品包括玉器、絲織品、三彩胡人俑、金銀器、青銅器及大型壁畫等                                          | 慶祝香港特區成立20周年 |
| 2018年 5月9日至 9月3日           | 奢華世代：從亞述到亞歷山大      | 康樂及文化事務署、大英博物館托管會聯合主辦                                                                   | 大英博物館借出210件珍貴文物，包抬亞述、巴比倫、波斯等帝國的奢侈品及戰利品，來自中東、北非、印度的貿易朝貢品及平民以替代物料仿製的奢侈品，展示文明帝國下的奢侈生活 | |
| 2018年 9月19日至 10月22日        | 守護同行：香港消防服務150年     | 康樂及文化事務署、香港消防處聯合舉辨                                                                         | 通過歷史文物、珍貴圖片、錄像節目和互動遊戲，與讓參觀者一起回顧香港消防和救護服務的歷史和發展 | 慶祝香港消防處成立150周年 |
| 2018年 11月8日至 2019年 2月25日  | 金漆輝映：潮州木雕              | 康樂及文化事務署、廣東省文化和旅遊廳聯合舉辨                                                                 | 通過約120件(套)來自廣東省博物館的藏品，展覽將解構潮州木雕的實際應用、創作題材和藝術特色等，引領觀眾領略潮汕風尚習俗和人文精神 | |
| 2019年 7月3日至 8月26日          | 現代化之路：共和國七十年        | 康樂及文化事務署、中國國家博物館聯合舉辨                                                                     | 中國國家博物館借出約170件/套，包抬包括畫報、報章、糧票、奬章、證書、藝術品和模型等，並輔以大量珍貴的歷史照片，讓參觀者瞭解新中國成立七十年來國家的進步和現代化的進程 | 中華人民共和國成立70周年 |
| 2019年 11月6日至 2020年 2月20日  | 塵封璀璨──阿富汗古文物          | 康樂及文化事務署、阿富汗國家博物館聯合主辦                                                                   | 透過231件（套）珍貴文物展示青銅時代至公元一世紀期間的阿富汗及周邊地區深受古希臘、古印度和古羅馬等外來文化的影響 | |
| 2020年 6月17日至 10月5日         | 「工」不可沒──香港工業傳奇      | 香港歷史博物館、香港工業總會合辦                                                                             | 透過展示約1,200組經典的香港工業製品，除了回顧香港逾百年的工業歷史，探討未來的發展路向 | 受2019冠狀病毒病影響，博物館曾暫停開放，及後展期結束日期由8月24日延長至10月5日                                                    |
| 2024年 4月3日至 7月8日           | 天地之中 ─ 河南夏商周三代文明展 | 香港歷史博物館、河南省文物局合辦                                                                             | 展覽透過逾150件（套）文物，包括大型及成組的青銅器、玉器、陶器、骨器及卜骨等，介紹河南省內重要的城址遺跡，以及三代的政治、社會、禮制及文化面貌。國家主導的夏商周斷代工程和中華文明探源工程亦會在展覽中加以介紹，以增進市民對國家歷史研究工程和中華文明的認識。                                                                                                 | |
| 2024年 11月27日起                | 「香港多面體」展覽系列          | 香港歷史博物館主辦                                                                                           | 「香港多面體展覽系列」以專題內容形式，就本地的社區發展、外籍族群及海外華人的聯繫等課題作深入探討，務求更全面地介紹香港獨特的城市發展脈絡及其賴以成功的因素。本展覽系列是香港歷史博物館更新常設展覽的第一階段，三個新展覽包括「油尖旺．望油尖 — 都市流光坊眾情」、「香江葡跡 — 香港葡人故事」及「萍寄金山 — 香港與加州華僑生活」。                             | |
| 2025年 4月16日至 7月7日          | 天下一統—陝西秦漢文明展         | 香港歷史博物館、陝西省文物局合辦                                                                             | 展覽精選超過百件（套）珍貴文物展出，其中4件是首次在內地以外地方展出，包括秦始皇帝兵馬俑、漢景帝地下兵團與牲畜群像、車馬器、建築構件等，介紹秦漢時期的政治、經濟、文化、科技以及中外交通等發展。此外，展覽亦會介紹香港在秦漢時期的發展，展出逾20套在香港出土文物，包括屯門掃管笏、南丫島深灣、赤鱲角深灣村出土的漢代「五銖」銅錢，及李鄭屋漢墓出土的陶屋模型等 | |

## 其他設施
- 禮品店：位於1樓大堂，2014年起由商務印書館營運，到2019年8月結業。
- 演講廳：位於地下，設140個座位。
- 活動室：位於地下，設兩個活動室，每個最多設30個座位。
- 參考資料室：位於2樓，收藏有關中國及香港歷史、考古、民俗、自然歷史及博物館學等參考書刊及影音資料，市民使用設施須在一個工作天前預約。
- 「香城茶室」：位於館內大堂，於2014年開業，由社企營運，並以老香港為主題。餐廳25名員工中，17有為身體殘障、智障或屬精神復元人士。不過因配合博物館翻新工程，在2020年10月結業。[32]

## 財務數據
香港歷史博物館2009/2010年度財務數據顯示支出為港幣60,712,000，其中薪酬佔38.7%，電費、清潔及保安佔25.4%。而收入為港幣3,110,000。入場人次為627,138。至於2011/2012年度財務數據顯示支出上升11.3%至港幣67,594,000，其中薪酬佔39.7%，電費、清潔及保安佔26.1%。而收入為港幣3,509,000。入場人次亦上升4.5%至655,403。

## 爭議

### 反對舉辦「人類的故事」展覽
香港回歸前，館方於1989年11月與英聯邦協會合辦《人類的故事》展覽，講述人類的進化過程。因為基督徒認為進化論與聖經中的神創論抵觸，聖經又提到要基督徒躲避「世俗的虛談」和「似是而非的學問」，便刊登廣告兩次發表反對聲明，署名的是610位自稱教育界人士。廣告內容顯示出他們對進化論的基本理論都毫無所知或有意誤導。他們在廣告中呼籲：「謹請各界人士於參觀時特別從旁向其子女說明人為萬物之靈，實與獸截然不同。」因為這類基督徒認為若認同進化論，人生會毫無意義，會變得和禽獸一樣。

## 開放時間
- 星期一及星期三至六：10:00-18:00
- 星期日及公眾假期：10:00-19:00
- 聖誕前夕及農曆新年除夕：提前於17:00休館
- 逢星期二（公眾假期除外）、農曆新年年初一及初二全日休館

## 入場費用

### 常設展覽
常設展覽於2016年8月1日起免費開放。

### 專題展覽
- 標準票：20元
- 優惠票（全日制學生、殘疾人士及60歲或以上高齡人士）：10元
- 團體票（20人或以上購標準票者）：7元
- 博物館入場證及週票持有人：免費
- 逢星期三免費入場

學校或香港註冊的慈善或非牟利機構組成20人或以上的團體，可以申請豁免入場費。

## 歷任總館長
- 香港歷史博物館總館長
  - 丁新豹（1995年-2007年）[34]
  - 梁潔玲（2008年-2011年）[35]
  - 蕭麗娟（2011年-2015年）[36]
  - 黃秀蘭（2015年-至今）[37]

## 資料來源
1. ↑  . P&T Architects and Engineers Ltd.   [2020-01-29]. （原始内容存档于2021-03-19） （英语）. （页面存档备份，存于）
2. ↑  Hong Kong Museum of History （页面存档备份，存于）. wanchung . [2019-07-07]
3. ↑  . Time Out Hong Kong. 2019-01-30  [2020-01-29]. （原始内容存档于2021-01-21）. （页面存档备份，存于）
4. ↑  曾曉玲. . 明報OL網. 2020-01-05  [2020-01-29]. （原始内容存档于2020-01-29）. （页面存档备份，存于）
5. ↑  政府新聞處. . 香港政府新聞網. 2012-10-11  [2020-01-29]. （原始内容存档于2020-04-29）. （页面存档备份，存于）
6. ↑  . 康樂及文化事務署. 2005  [2022-02-03]. （原始内容存档于2022-02-03）. （页面存档备份，存于）
7. ↑  Boschetti, Joe. . Mulgrave, Victoria: Images Publishing. 1999: 150. ISBN 9781876907570 （英语）.
8. ↑  香港歷史博物館. . 康樂及文化事務署. 2019-12-30  [2020-01-29]. （原始内容存档于2020-05-20）. （页面存档备份，存于）
9. ↑  . 香港政府新聞公報. 2001-08-29  [2020-10-19]. （原始内容存档于2021-03-19） （中文（香港））. （页面存档备份，存于）
10. ↑  柳泳夏. . 香港: 圓桌文化. 2018: 23. ISBN 9789888437498.
11. ↑  . André & Associates Interpretation and Design Ltd.   [2020-04-16]. （原始内容存档于2020-11-19）. （页面存档备份，存于）
12. ↑  . now新聞. 2020-10-14  [2020-10-19]. （原始内容存档于2021-03-19）. （页面存档备份，存于）
13. ↑  . 明報. 2024-08-07.
14. ↑  王菡. . 端傳媒. 2015-09-05  [2021-03-22]. （原始内容存档于2020-03-21）. （页面存档备份，存于）
15. ↑  . 立場新聞. 2020-04-24  [2020-10-26]. （原始内容存档于2020-10-29）. （页面存档备份，存于）
16. ↑  . 香港經濟日報. 2020-04-24  [2020-09-25]. （原始内容存档于2021-03-19）. （页面存档备份，存于）
17. ↑  . 立場新聞. 2021-09-11. （原始内容存档于2021-09-12）. （页面存档备份，存于）
18. ↑   (PDF).   [2022-01-02]. （原始内容存档 (PDF)于2021-08-22）. （页面存档备份，存于）
19. ↑  . 明報. 2020-10-12  [2020-10-12]. （原始内容存档于2021-03-19）. （页面存档备份，存于）
20. ↑  .   [2020-10-15]. （原始内容存档于2021-03-19）. （页面存档备份，存于）
21. ↑  . 立場新聞. 2020-10-18  [2020-10-19]. （原始内容存档于2020-11-19）. （页面存档备份，存于）
22. ↑  . 明報. 2020-10-13  [2020-10-13]. （原始内容存档于2021-03-19）. （页面存档备份，存于）
23. ↑  . 明報. 2020-10-19  [2020-10-19]. （原始内容存档于2021-03-19）. （页面存档备份，存于）
24. ↑  . 明報. 2020-10-19  [2020-10-19]. （原始内容存档于2020-12-10）. （页面存档备份，存于）
25. ↑  . 蘋果日報. 2020-10-19  [2020-10-19]. （原始内容存档于2021-03-19）. （页面存档备份，存于）
26. ↑  . 蘋果日報. 2020-10-06  [2020-10-12]. （原始内容存档于2021-03-19）. （页面存档备份，存于）
27. ↑  . 香港電台. 2020-10-13  [2020-10-13]. （原始内容存档于2021-03-19）. （页面存档备份，存于）
28. ↑  . 香港01. 2021-04-11  [2022-09-03]. （原始内容存档于2022-09-03）. （页面存档备份，存于）
29. ↑  . 香港歷史博物館.   [2024-08-07]. （原始内容存档于2024-12-18）.
30. ↑  . 新報. 2012-07-12  [2012-07-12]. （原始内容存档于2012-07-15）. （页面存档备份，存于）
31. ↑  . 香港電台. 2012-07-11  [2012-07-17].
32. ↑  . 香港電台. 2020-09-24  [2020-09-25]. （原始内容存档于2021-03-19）. （页面存档备份，存于）
33. ↑  . 香港歷史博物館網站.   [2011-02-23]. （原始内容存档于2011-08-10）. （页面存档备份，存于）
34. ↑  . 香港大學傳訊及公共事務處. 2012  [2020-01-29]. （原始内容存档于2021-03-19）. （页面存档备份，存于）
35. ↑  政府新聞處. . 香港政府新聞網. 2011-05-19  [2020-01-29]. （原始内容存档于2021-03-19）. （页面存档备份，存于）
36. ↑  . 澳門通訊博物館. 2012  [2020-01-29]. （原始内容存档于2021-03-19）. （页面存档备份，存于）
37. ↑  . 香港特別行政區政府及有關機構電話簿. 2020-01-28  [2020-01-29]. （原始内容存档于2021-03-19）. （页面存档备份，存于）

## 外部連結
- 香港歷史博物館（页面存档备份，存于）
- 香港歷史博物館短片（页面存档备份，存于）
- 香港記憶：尖沙咀香港博物館 （页面存档备份，存于）